# Havel
Die Havel [ˈhaːfl̩] ist ein Fließgewässer im Nordosten Deutschlands und mit 334 Kilometern Länge der längste rechte Nebenfluss der Elbe. Die direkte Entfernung zwischen Quelle und Mündung beträgt dabei nur 94 Kilometer. Die Havel entspringt bei Ankershagen in Mecklenburg-Vorpommern, durchfließt Brandenburg, Berlin und Sachsen-Anhalt und mündet bei Gnevsdorf an der Grenze zwischen Brandenburg und Sachsen-Anhalt in die Elbe. 285 Flusskilometer verlaufen in Brandenburg. Sie fließt zunächst durch zahlreiche kleine Seen in südöstlicher, dann in südlicher, westlicher und schließlich in nordwestlicher Richtung. Dabei beträgt der Höhenunterschied lediglich 40,6 Meter.
Mit durchschnittlich 103 Kubikmetern pro Sekunde hat die Havel nach Moldau (150 m³/s) und Saale (117 m³/s) die drittgrößte Wassermenge unter den Nebenflüssen der Elbe. Der größte Teil des Flusslaufs ist schiffbar. Fast im gesamten Verlauf regulieren Wehre und Schleusen die Tiefe und Führung des Wassers. Trotz des Ausbaus zur Wasserstraße hat die Havel dank der zahlreichen natürlichen Seen, durch die sie fließt, ein beachtliches Speichervermögen und hält den Wasserstand auch bei längeren Trockenperioden. Gefährlich hohe Wasserstände sind selten und werden meist im Havelunterlauf vom Elbhochwasser ausgelöst. Etliche Durchstiche und Seitenkanäle verkürzen den Wasserweg für die Binnenschifffahrt.
Die Havel weist in ihrem Verlauf auch mehrere Binnendeltas auf. So bildet sie durch Verzweigung in mehrere Seiten- und Nebenarme Binnendeltas im Stadtgebiet von Brandenburg, Rathenows und zwischen Havel und Gülper Havel.
Größter Nebenfluss der Havel ist die Spree, die an ihrer Mündung mehr als doppelt so viel Wasser wie die Havel führt (38 m³/s gegenüber 15 m³/s) und diese mit 382 km zudem auch in der Länge übertrifft (Havellänge an der Spreemündung ca. 180 km).
2004 wurde die Havel von den Naturfreunden Deutschlands und dem Deutschen Anglerverband zur Flusslandschaft des Jahres gekürt. Der Fluss wird seit 2009 durch den Havelradweg begleitet.

## Name
Der Name der Havel (sorbisch Habola) soll noch aus der vorslawischen, germanischen Besiedlungsphase stammen und somit der ältesten Schicht von Territorialbezeichnungen auf dem Gebiet des Landes Brandenburg und der Stadt Berlin zugehören, abgeleitet vom germanischen Habula. Er ist mit Hafen und Haff etymologisch verwandt. Der Wortstamm Haf bezeichnet eine Bucht oder Ausbuchtung. Dieser Interpretation zufolge deckt sich die Namensgebung mit der Gestalt der Havel als buchtenreichem Fluss. Auch irdene, bauchige Keramik wird heute noch als „Hafen“ bezeichnet, vorwiegend im süddeutschen, schweizerischen und österreichischen Sprachraum.

## Flusslauf
Der Charakter des Havel-Flusslaufes ist auf seiner ganzen Länge sehr ähnlich. Sein Gefälle ist durchweg klein, und er fließt immer – mit Ausnahme am Ende – durch eng aufeinander folgende Seen. Die Unterteilung in Obere, Mittlere und Untere Havel mit den Teilpunkten bei Berlin und Brandenburg ist praktisch, aber nicht zwingend.

### Obere Havel(Quelle bis Aufnahme der Spree)

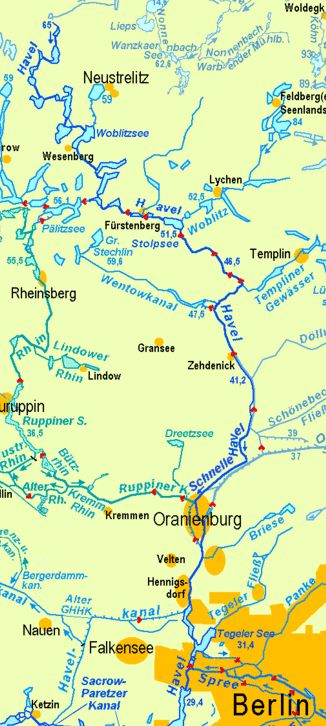

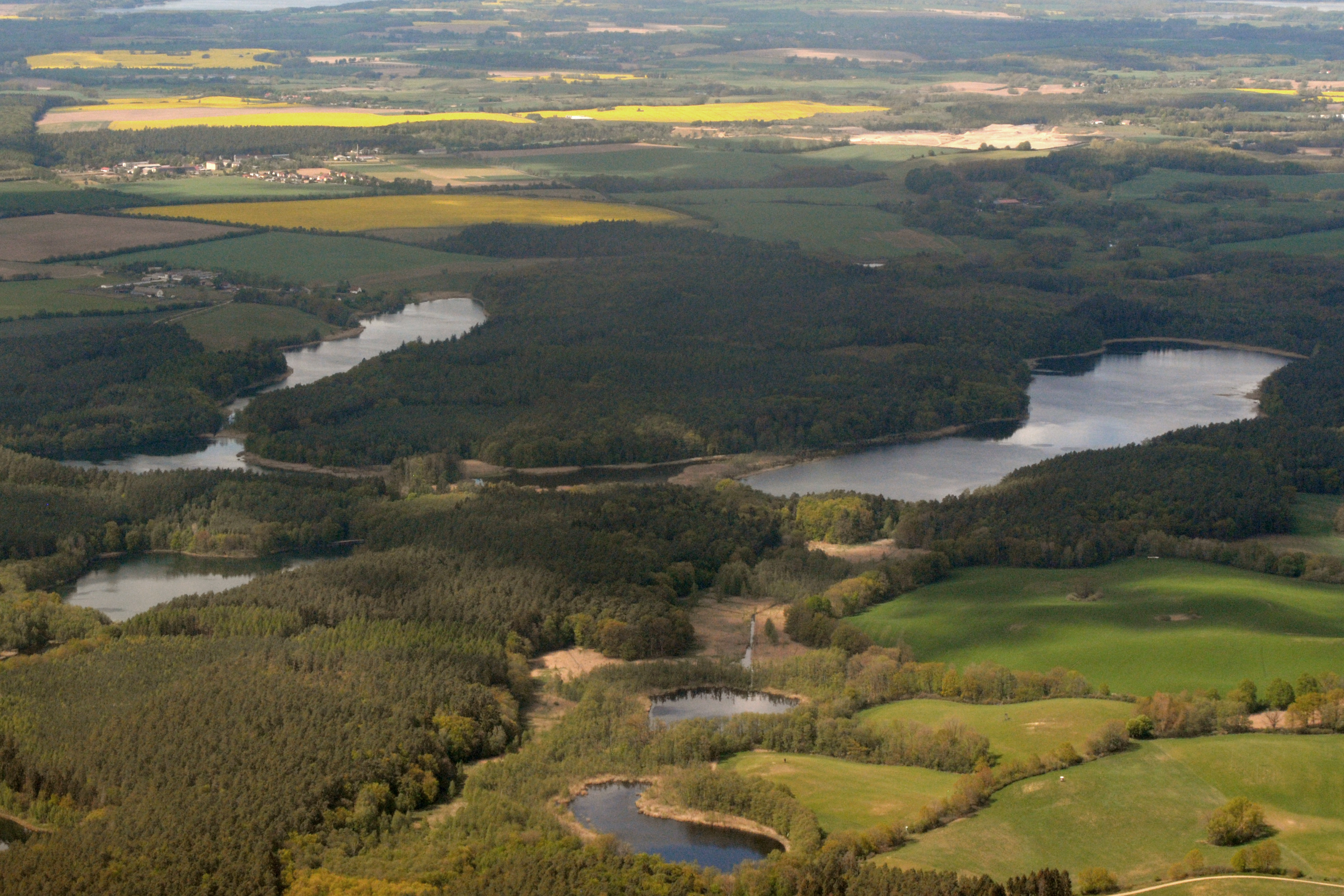
Quellgebiet der Havel, Blick nach NNW

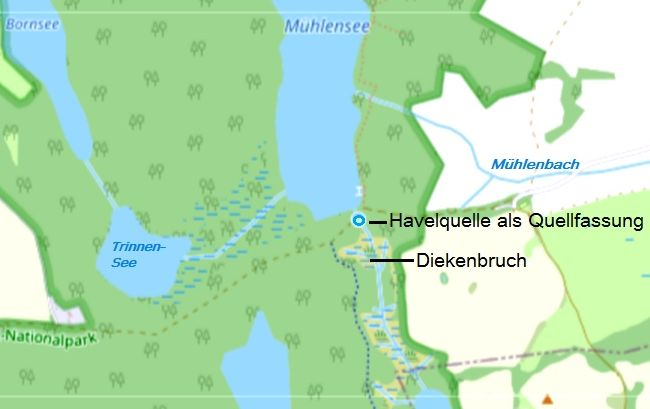
Quellgebiet der Havel südlich des Ankershagener Mühlensees

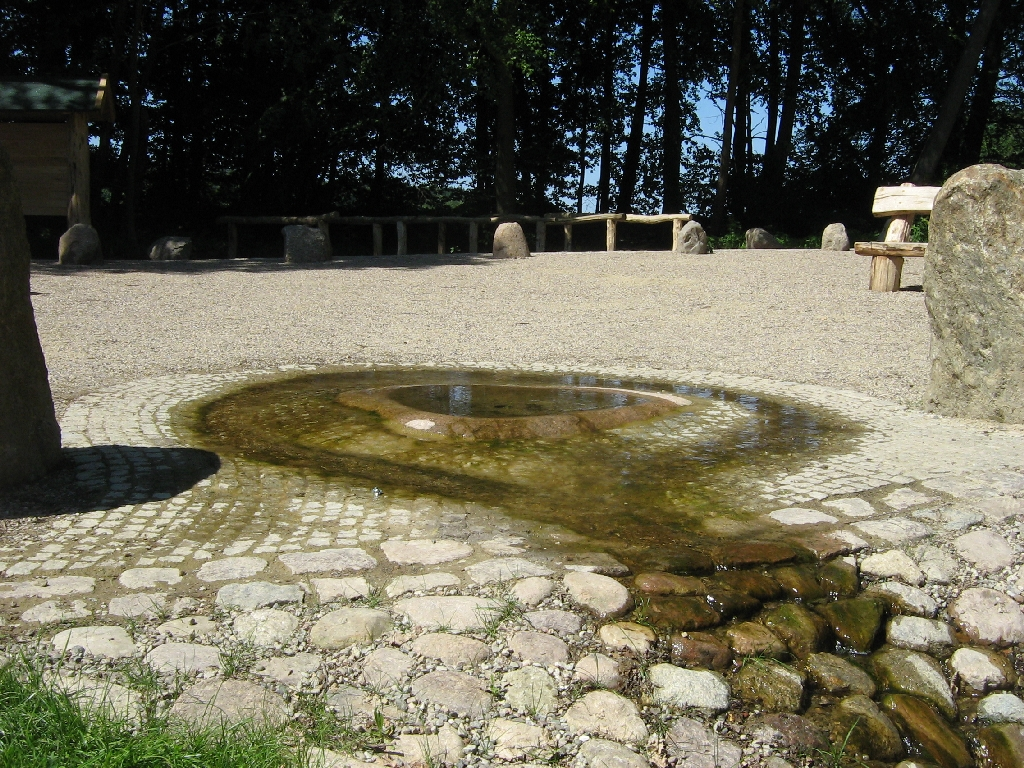
Quellfassung der Havel

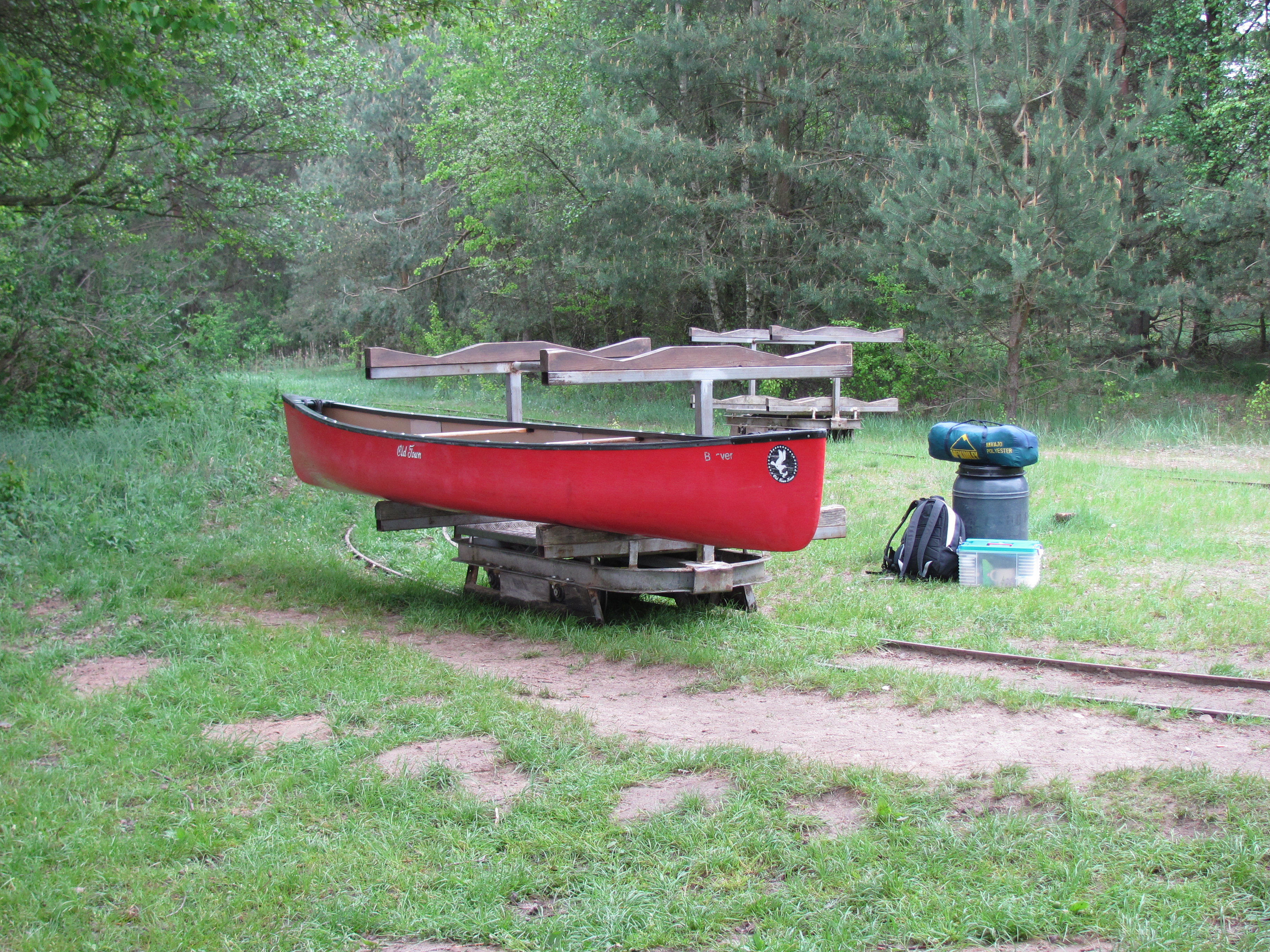
Die Lorenbahn zwischen Granziner-/Schulzensee und Pagelsee; auf einer Lore haben vier Boote Platz

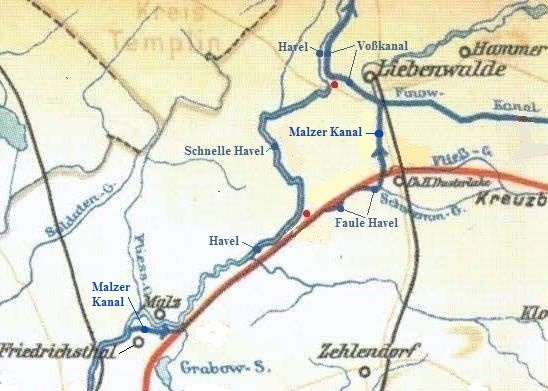
Schnelle und Faule Havel, Voßkanal, Malzer Kanal (zwei voneinander getrennte Teile) und Havel-Oder-Wasserstraße (rot)

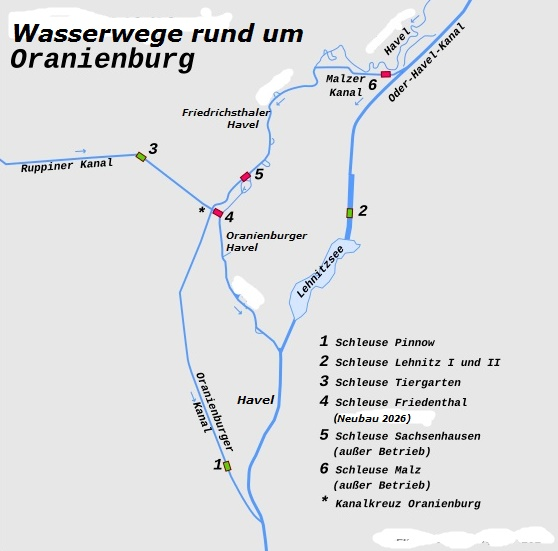

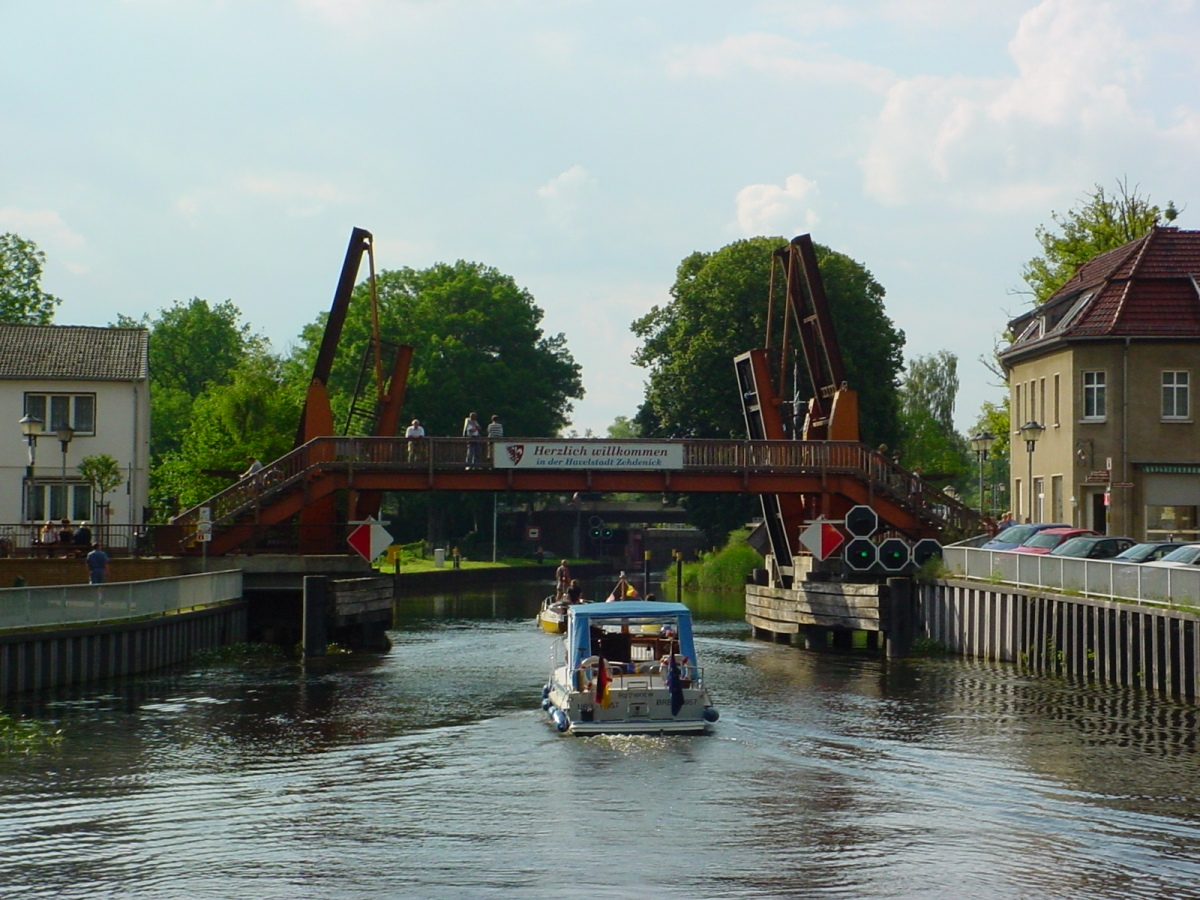
Die Hastbrücke in Zehdenick

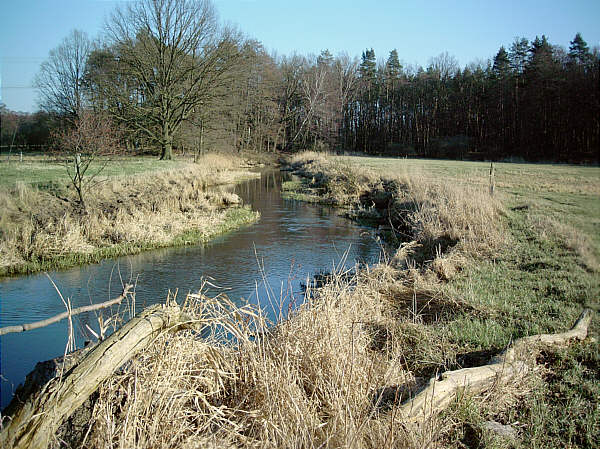
Die Schnelle Havel bei Schweitzerhütte nördlich von Oranienburg-Friedrichsthal

Die Havel entspringt in der Mecklenburgischen Seenplatte. Als Quellgebiet gilt heute das Diekenbruch bei Ankershagen im Nordosten des Müritz-Nationalparks. Bis ins 14. oder 15. Jahrhundert war der Bornsee, der über den Trinnensee aus Westen in den nördlich des Diekenbruch gelegenen Mühlensee entwässert, die natürliche Havelquelle. Zu dieser Zeit errichteten vermutlich Mönche einen Damm zwischen Mühlensee und Diekenbruch, damit aus dem Mühlensee genügend Wasser nach Osten in einen künstlich gegrabenen Bach (heute noch Mühlenbach genannt) zum Betrieb einer Mühle abfloss. Dieses Wasser fließt schließlich mit der Peene in die Ostsee, so dass der Damm gegen das Diekenbruch neue Wasserscheide zwischen Ost- und der Nordsee wurde. Das Wasser aus dem Diekenbruch fließt mit der Havel zur Elbe und mit dieser in die Nordsee.
Der auf moorigem Untergrund aufgeschüttete Damm dichtet jedoch den Mühlensee nicht vollständig gegen das Diekenbruch ab, so dass die historische Havelquelle nach wie vor geringfügig in das Flusssystem der Elbe entwässert. 2007 wurde durchsickerndes Wasser an der südlichen Dammseite gefasst, und seitdem wird diese Stelle als die Havelquelle bezeichnet.
Die ersten von der Havel nach dem Diekenbruch durchflossenen Seen sind der Dambecker- und der Röthsee. Hier ist die Havel noch ein grabenähnliches Fließ. Ab dem Käbelicksee bei Kratzeburg hat sie bereits eine Breite von drei bis vier Metern und ist ein beliebtes Paddelgewässer. Zwischen dem folgenden Granziner- und dem Pagelsee ist die Havel ein in eine schmale Rinne gezwängter Wildwasserbach, dessen Befahren in seinem größten Teil nicht gestattet ist. Für den Landtransport der Boote steht ab dem kleinen Schulzensee nahe dem Granziner See eine Lorenverbindung zur Verfügung. Dem Pagelsee folgen der Zotzensee, der Jäthensee und der Useriner See. Zwischen diesen Seen ist die Havel bereits teilweise kanalartig ausgebaut. Ab dem Useriner See, 12 km nach der Quelle, ist die Havel bis zu 10 m breit und schiffbar. Bei der folgenden Einmündung in den Großen Labussee befindet sich als erste die Schleuse Zwenzow. Danach darf die Havel mit motorgetriebenen Booten befahren werden.
Es folgt die Quassower Havel und der Woblitzsee bei Wesenberg. Über den in den Woblitzsee von Norden einmündenden Kammerkanal ist die Havel mit den Zierker See und dem daran liegenden Neustrelitz verbunden. Vom Woblitzsee an ist die Havel, einschließlich des Kammerkanals, mit mehreren Staustufen bis südlich von Oranienburg als Obere Havel-Wasserstraße ausgebaut, ab südlich von Liebenwalde ist sie gleichzeitig Teil des auch in Oranienburg endenden Oder-Havel-Kanals. Nach dem Woblitzsee berührt die Havel den Drewensee und den Wangnitzsee und fließt durch den Großen Priepertsee in den Ellbogensee. Im Ellbogensee ist auch die westlich davon liegende Müritz-Havel-Wasserstraße angeschlossen.
Es folgen der Ziernsee, der Menowsee und der Röblinsee am Westrand von Fürstenberg.
Am Ostrand von Fürstenberg fließt die Havel durch den Baalensee, streift den Schwedtsee und erreicht nach einigen Kilometern den Stolpsee. In diesen münden die Lychener Gewässer als linker Nebenfluss der Havel. Bis zum Einfluss der Templiner Gewässer fließt die Havel über etwa 6 km in Luftlinie stark mäandernd nach Südosten. Danach wendet sie sich nach Südwesten bis Burgwall und dort nach Süden. Bei Burgwall ist der Große Wentowsee über das Tornower Fließ und einen schiffbaren Kanal mit der Havel verbunden. Auf der Strecke bis Zehdenick wird die Havel auf beiden Seiten von gefluteten Gruben begleitet, aus denen früher Tonerde gefördert wurde. In allen ihren Namen ist das Wort stich enthalten (z. B.: Großer Burgwaller Stich oder Mögelinstich).
Für den besseren Transport der aus Tonerde hergestellten Ziegel nach vorwiegend Berlin wurde im 19. Jahrhundert zwischen Zehdenick und Liebenwalde der Voßkanal als direkt links der Havel liegender Seitenkanal gebaut. Dieser nimmt das meiste Havelwasser auf, und die Havel ist nicht mehr schiffbar. Sie ist auch bis Neu-Friedrichsthal naturbelassen und zeichnet sich gegenüber dem auf größerer Länge kanalartig ausgebauten Hauptfluss (unterhalb von Liebenwalde: Malzer Kanal und Havel-Oder-Wasserstraße) durch eine Vielzahl von Mäandern aus. Westlich von Liebenwalde trennte sich die Havel ursprünglich in die rechte Schnelle und in die linke Faule Havel. Die Faule Havel ist im unteren Teil des Voßkanals und im nach Süden anschließenden Malzer Kanal (dieser später wiederum z. T. in der Havel-Oder-Wasserstraße) aufgegangen.
Die Schnelle Havel wendet sich westwärts und dann wieder ostwärts bis zum ursprünglichen Endpunkt ihrer Verzweigung mit der Faulen Havel und fließt dann parallel zum Malzer Kanal (später z. T. in der Havel-Oder-Wasserstraße aufgegangen) bis Neu-Friedrichsthal. Hier zweigt aus ihr nach Osten der noch bestehende Südteil des Malzer Kanals ab. Dieser ist nur etwa zwei Kilometer lang und heute nicht mehr in Betrieb.
Weil der Oder-Havel-Kanal ursprünglich mit dem Malzer Kanal bei Neu-Friedrichsthal aus der Havel abzweigte, ist diese nach Süden ausgebaut. Sie fließt durch den Westen von Oranienburg, ist aber nur noch schiffbar bis zur Abzweigung des Oranienburger Kanals (ein Seitenkanal der Havel) im Norden Oranienburgs. Die Weiterfahrt im Oranienburger Kanal ist allerdings seit dem Zweiten Weltkrieg durch die Zerstörung der Schleuse Sachsenhausen, mit dem dieser beginnt, unterbrochen.
Das kurze Stück bis zur ehemaligen Schleuse Sachsenhausen wird als Friedrichsthaler Havel, das anschließende lange, bis Hohen Neuendorf reichende Stück als Oranienburger Havel bezeichnet. Die beide Teile verbindende Stelle war wegen zu hohem Gefälle schlecht schiffbar, weswegen u. a. der Oranienburger Kanal gebaut und dort ein Wehr errichtet wurde.
Der Oranienburger Kanal kreuzt den ursprünglich an der Oranienburger Havel beginnenden, nach Westen führenden Ruppiner Kanal. Das östliche Stück dieses Oranienburger Kanalkreuzes ist von der Oranienburger Havel abgetrennt, da die beide verbindende Schleuse Friedenthal ebenfalls im Zweiten Weltkrieg zerstört wurde. Die Schifffahrt zwischen Oranienburg und dem Ruppiner Kanal ist aber nur noch bis zum Neubau dieser Schleuse (vermutlich 2026 beendet) mit dem Umweg bis zum südlichen Ende des Oranienburger Kanals belastet.
Unterhalb der Oranienburger Havel wird die Havel bis zur Spreemündung als Spandauer Havel bezeichnet.
Unterhalb von Hennigsdorf, am Nieder Neuendorfer See, zweigt der Havelkanal nach Westen ab. Dieser wurde 1951/52 von der DDR zur Umschiffung West-Berlins angelegt und mündet zusammen mit dem Sacrow-Paretzer Kanal bei Paretz wieder in die Havel.

### Mittlere Havel(Aufnahme der Spree bis Plauer See)

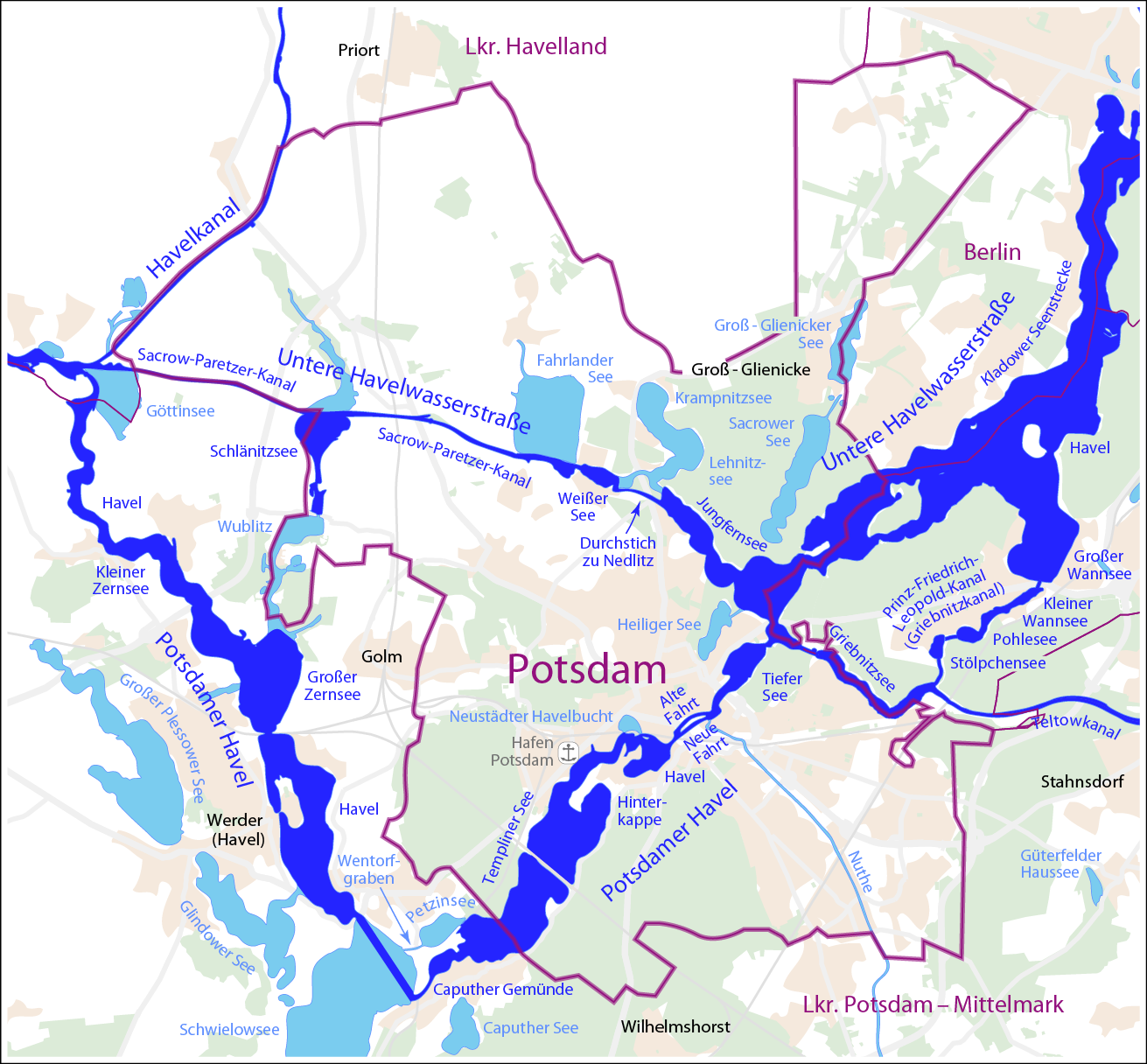
Die Havel zwischen Berlin (Spandau), Potsdam und Havelkanal-Anschluss in NW

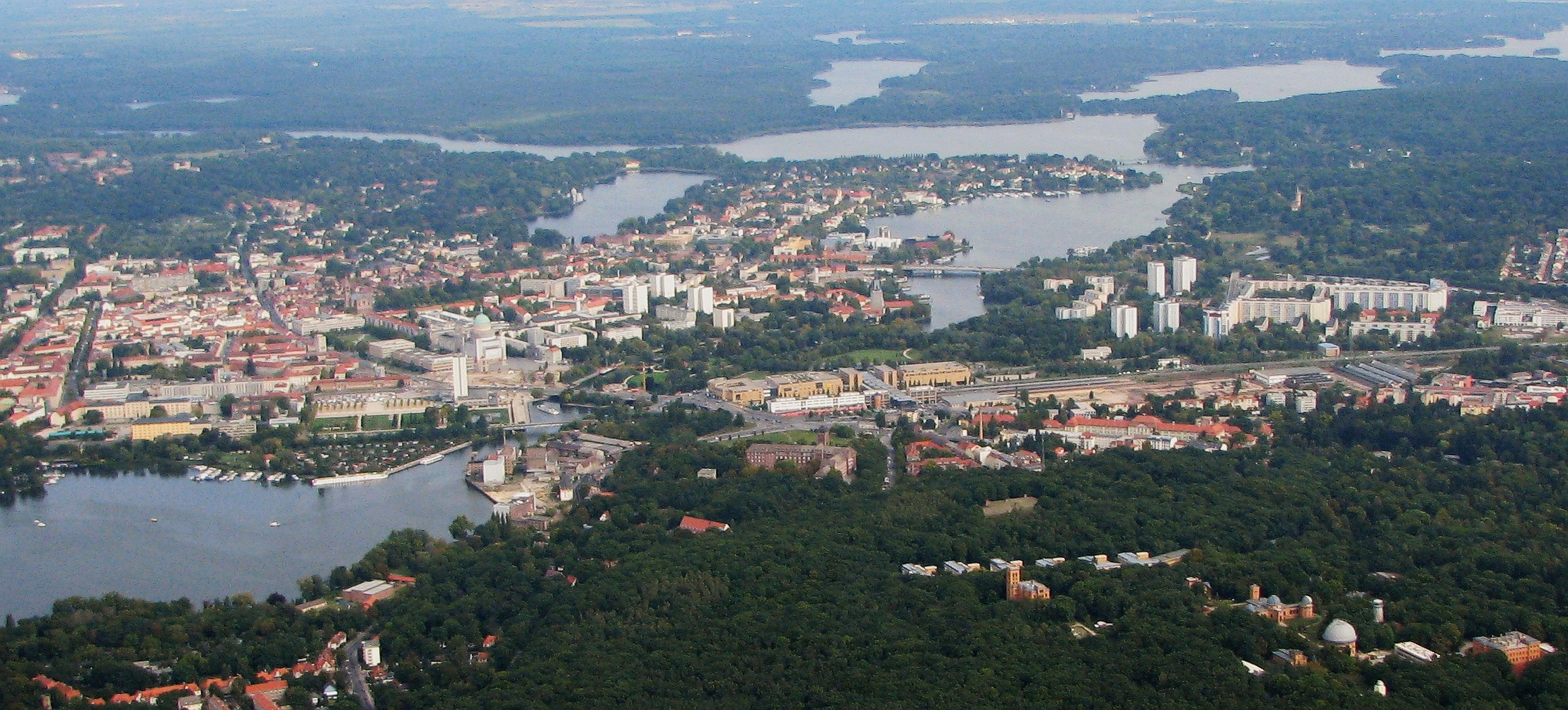
Die Potsdamer Havel in der Potsdamer Innenstadt

Die Mittlere Havel reicht von der Spreemündung bis Brandenburg (Plauer See). Wasserwegerechtlich wird nicht zwischen der Mittleren und der folgenden Unteren Havel unterschieden. Die Bundeswasserstraßen-Definition Untere Havel-Wasserstraße gilt für beide Teile.
Im westlichen Berlin erscheint die Havel unterhalb von Spandau bis vor Potsdam bei der Glienicker Brücke als einziger und sehr langer See. Nur die Ausbuchtungen werden als Seen (Stößensee, Großer Wannsee) oder Scharfe Lanke (Jürgenlanke, Steinlanke, Sacrower Lanke) bezeichnet. Zum Wannsee führt aus dem schmalen Griebnitzsee und somit auch aus dem dort anstoßenden Teltowkanal der Griebnitzkanal. Dieser verkürzt den Wasserweg vom Teltowkanal zum westlichen Berlin. Oberhalb der Glienicker Brücke tangiert die Havel den Jungfernsee, durch den der den großen Potsdamer Havelbogen (Potsdamer Havel) abkürzende Sacrow-Paretzer Kanal bis zum Göttinsee nach Westen führt. Dort schließt auch der im Nordwestren Berlins abzweigende Havelkanal wieder an die Havel an.
Südlich von Potsdam und weiter bis Brandenburg erscheint die Havel ebenfalls als eine lange Kette teilweise recht großer Seen. Am Anfang dieser Kette befindet sich in der Havel die Inselstadt Werder.
Bei Potsdam sind die Seen an vielen Stellen von bewaldeten Moränenhügeln umgeben. Bei Brandenburg liegen sie überwiegend in einer flachen Niederung, in der es nur inselhaft Moränenhügel gibt.

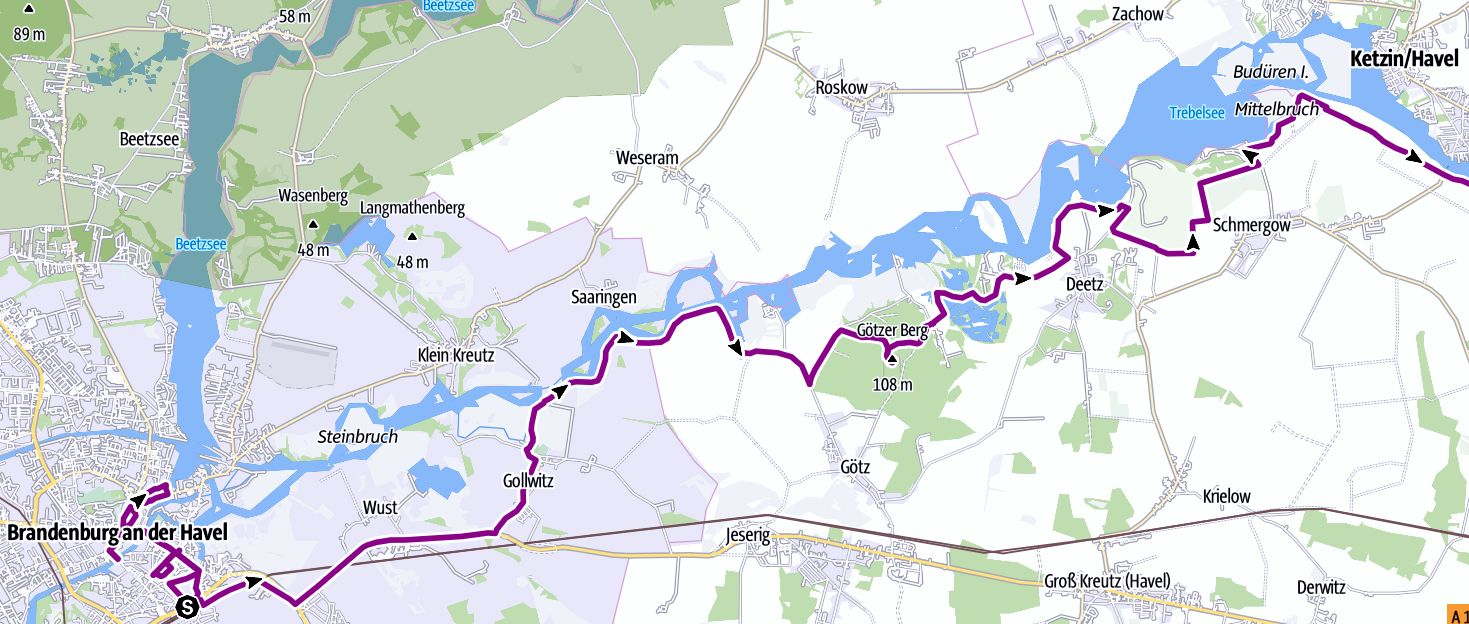
Die Havel zwischen Ketzin und Brandenburg, begleitet von einem Radweg

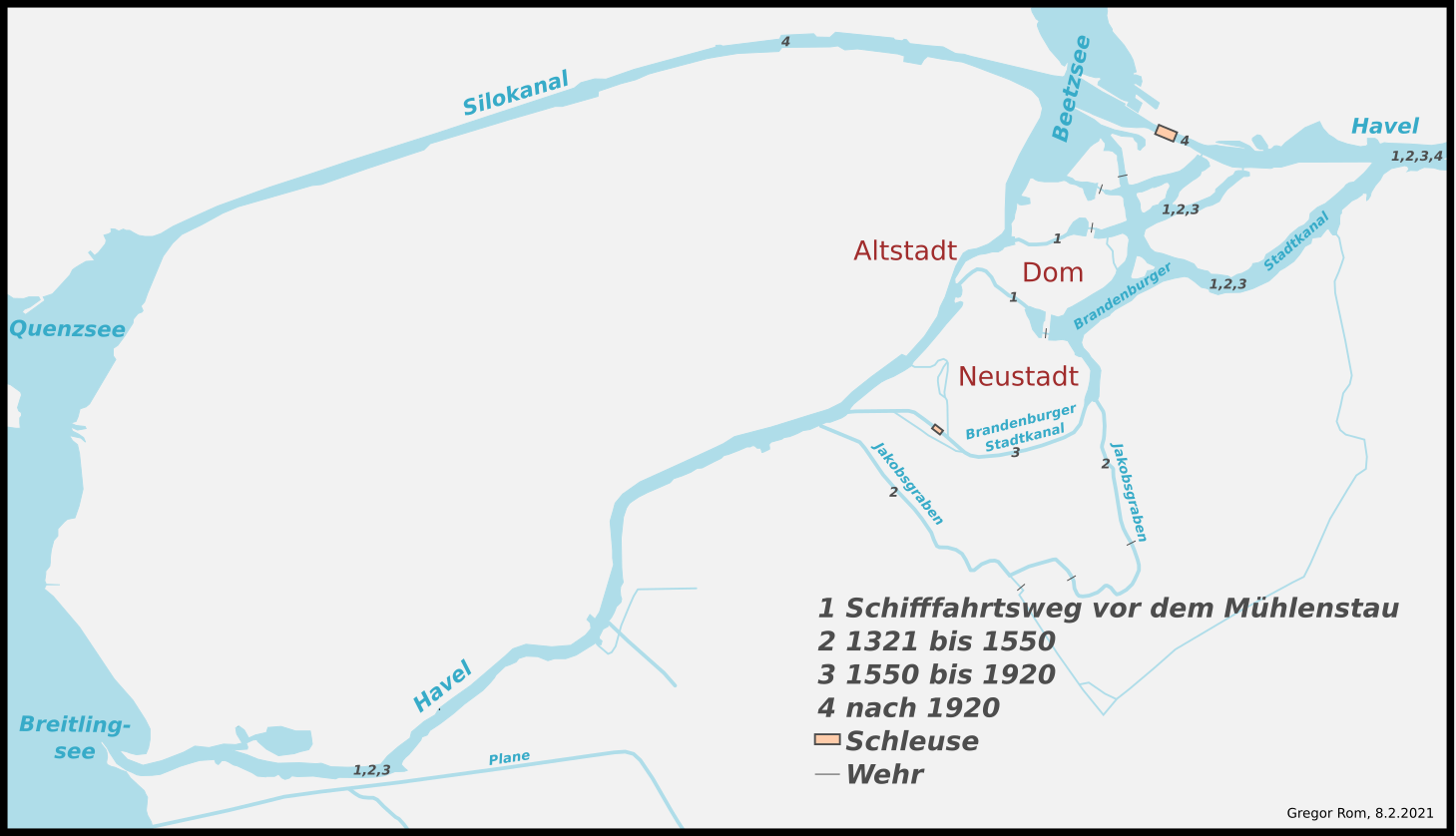
Havel-Binnendelta in Brandenburg

Nach dem Göttinsee fließt die Havel in Mäandern westwärts. Dabei bildet sie Binnendeltas zwischen Ketzin und dem Trebelsee und in Brandenburg, dessen Dom auf einer von mehreren Inseln steht (siehe rechtsstehende Abbildung). Nach der Stadtmitte von Brandenburg fließt die wieder vereinte Havel nach Südosten weiter. Für die Schifffahrt steht seit 1910 der Brandenburg im Norden umgehende Silokanal zur Verfügung. Dieser durchquert den Südteil des Beetzsees, und im Breitlingsee trifft er sich wieder mit der Havel.
Zwischen Brandenburg und seinem Ortsteil Plaue durchfließt die Havel den Plauer See, der zusammen mit dem Quenz-, dem Breitling- und dem Möserschen See einen einzigen großen buchten- und inselreichen See bildet. Aus diesem zweigt nach Westen der Elbe-Havel-Kanal ab, der nördlich von Magdeburg mit der Schleuse Hohenwarthe an den Mittellandkanal anschließt.

### Untere Havel(Plauer See bis Mündung)
Sie verläuft im Mittel nach Nordwesten, fließt am Pritzerber See, am Hohennauener See und am Gülper See und an den Städten Premnitz, Rathenow und Havelberg vorbei. Bis zum Erreichen der Grenze nach Sachsen-Anhalt, die anschließend von der Havel eine Strecke gebildet wird, gehört sie zum Naturpark Westhavelland und zum Naturschutzgebiet Untere Havel Süd.

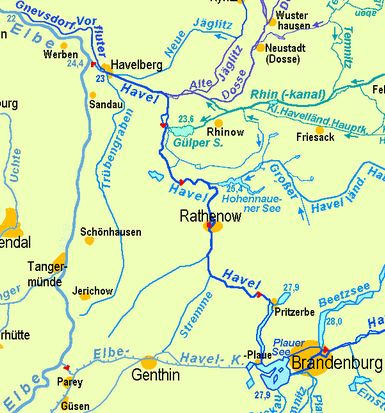
Havel zwischen Brandenburg undMündung in die Elbe (Untere Havel)

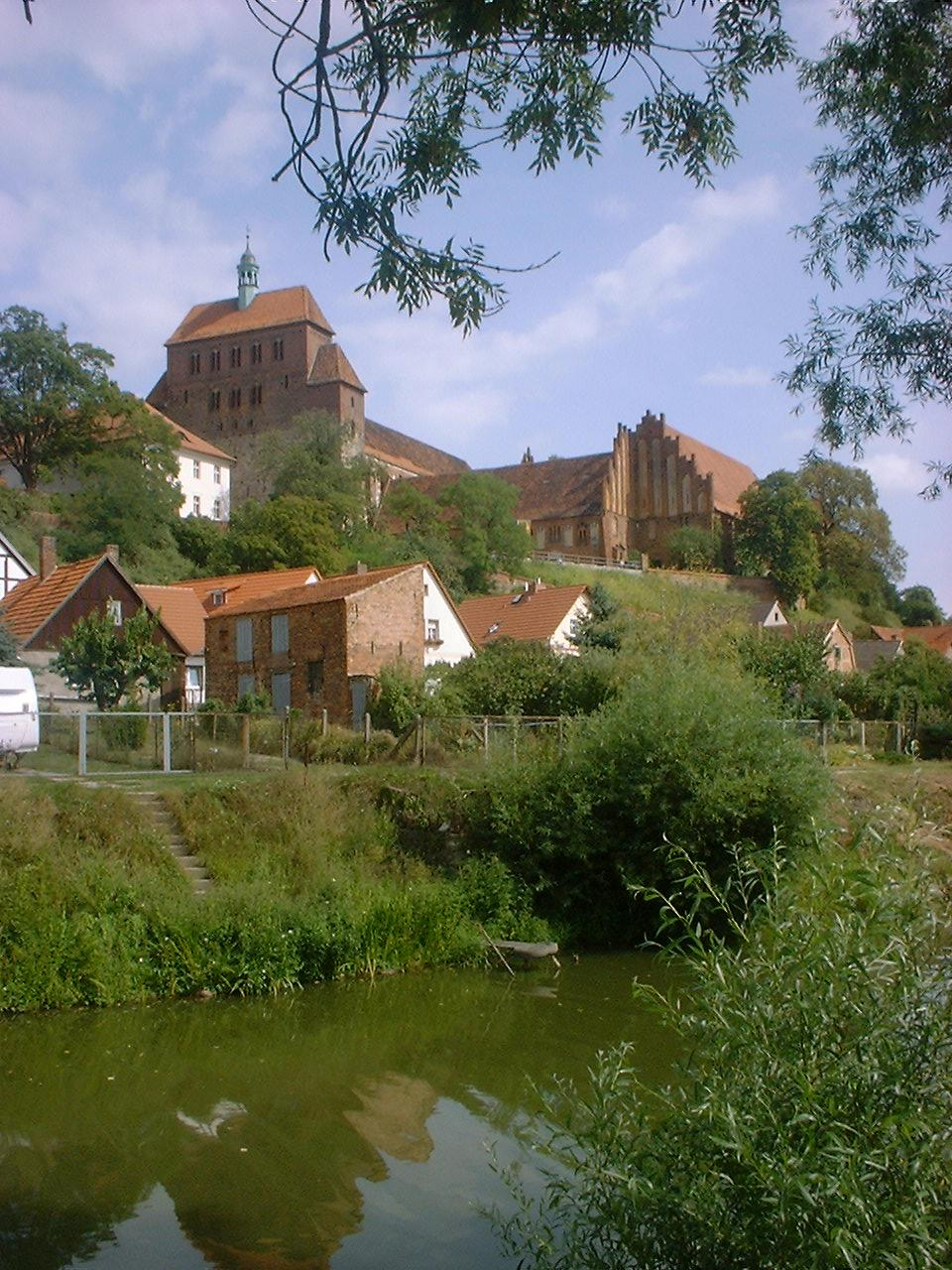
Havelberg: Stadtgraben (Havelarm) und Dom

Im Stadtgebiet Rathenows bildet die Havel durch Aufästelung ein weiteres Binnendelta. Nördlich von Rathenow liegt knapp östlich des Flusses der Hohennauener See, durch den der Große Havelländische Hauptkanal (hier auch Hohennauener Kanal genannt) zur Havel führt. Bei Molkenberg zweigt die Gülper Havel rechts ab. In diese mündet der Rhin, der kurz vorher den Gülper See verlassen hat, und kurz danach vereinigt sich die Gülper Havel wieder mit der Haupt-Havel. Zwischen beiden Havel-Armen besteht eine mehrere Kilometer lange Insel bzw. ein Binnendelta. Der Verlauf der Landesgrenze deutet hier an, wie gewunden der Flusslauf einst war. Etwa vier Kilometer nach dem Zufluss des Rhins tritt die Havel ganz nach Sachsen-Anhalt über. Gleich danach mündet von rechts die Dosse ein, und nach etwa weiteren acht Kilometern erreicht die Havel die Stadt Havelberg, die am Rand der Elbaue liegt.
Da die Untere Havel ein geringeres Gefälle hat als die Elbe und deren Hochwasserstand meistens höher als der Wasserstand der Havel bei ihrer ursprünglichen Mündung in die Elbe ist, wurde Anfang des 20. Jahrhunderts der Gnevsdorfer Vorfluter angelegt. Die Havel mündet seitdem etwa zehn Kilometer später in die Elbe. Bei besonders großen Elbehochwässern kann dort aber immer noch Wasser in die Havel zurückfließen, was durch Schließen des Wehrs bei Gnevsdorf verhindert werden kann. Die Havel selbst wird in einem solchen Fall in den Poldern oberhalb von Havelberg eine Zeit lang zurückgehalten. Extreme Elbehochwässer können auch gezielt in die insgesamt 8 Havelpolder abgeleitet werden. Dafür wird das Wehr bei Neuwerben gegen die Elbe am Anfang des Gnevsdorfer Vorfluters geöffnet.
Für den Schiffsverkehr wurde gegenüber von Havelberg ein direkter Kanal mit der Schleuse Havelberg zur Elbe erstellt. Die Schleuse ist erforderlich, da der mittlere Wasserspiegel der Havel bei Havelberg unter demjenigen der Elbe liegt.

### Havelpolder
Die Havelpolder sind sechs räumlich getrennte Überflutungsflächen vor der Mündung der Havel in die Elbe. Im Falle eines Havelhochwassers können diese geflutet werden, um so Ortschaften am nicht eingedeichten Havelunterlauf zu schützen, insbesondere auch wenn die Wehre zur Elbe geschlossen sind.
Im Juni 2013 wurde das bereits überspülte Wehr zur Elbe bei Neuwerben stückweise geöffnet, so dass wie bereits im Jahr 2002 Elbwasser die Havel hinauf in die Havelpolder flutete.
Der Elbpegel konnte flussabwärts wie geplant um 30 cm gesenkt werden.
Die Polder unterliegen der Wasserbehörde von Stendal/Sachsen-Anhalt.

## Binnen-Feuchtgebiet
Die geschützte Untere Havelniederung bildet zusammen mit den angrenzenden Luchlandschaften Rhinluch, Havelländisches Luch, Dossebruch und Jäglitzniederung das größte zusammenhängende Binnen-Feuchtgebiet des westlichen Mitteleuropas.
Basierend auf dieser Naturnähe wurde 2005 – mit 40 Millionen Euro aus Bundes- und Landesmitteln – begonnen, die Renaturierung der Havel in die Wege zu leiten. Akteure sind das Bundesamt für Naturschutz (BfN), die Länder Brandenburg und Sachsen-Anhalt sowie der Naturschutzbund (NABU). Innerhalb der nächsten Jahrzehnte soll das Gewässer die ursprüngliche Gestalt (weitläufige Auen, kurvigerer Flussverlauf, weitgehender Verzicht auf Uferbefestigungen) wiedererhalten. Profitieren werden seltene Vogelarten, aber auch Fischotter, Biber und Flussneunaugen. 
Zur Visualisierung des ehemaligen Flusslaufes mit seinen Windungen und Nebenarmen, die durch seine Begradigungen verschwanden und soweit möglich wieder zurück erschlossen werden sollen, wurde die Lidar-Technik eingesetzt, mit der ein Bild des ursprünglichen Flussverlaufes erstellt wurde (Abbildung in). Dabei tasten Laserstrahlen die Höhenunterschiede der Flusslandschaft ab, mit denen ein digitales Geländemodell erstellt wird.
An der Unteren Havel wurden – in Übereinstimmung mit der EU-Wasserrahmenrichtlinie – bis 2022 die folgenden Renaturierungsmaßnahmen umgesetzt:
- 17 Altarme und 47 Flutrinnen wurden wieder angeschlossen,
- 24 Kilometer Deckwerke wurden abgetragen,
- 746 Hektar Auenland wurde geschaffen, indem Deiche zurückverlegt wurden und
- 73 Hektar Auenwald wurden angepflanzt.

## Siedlungs- und Wirtschafts-Geschichte

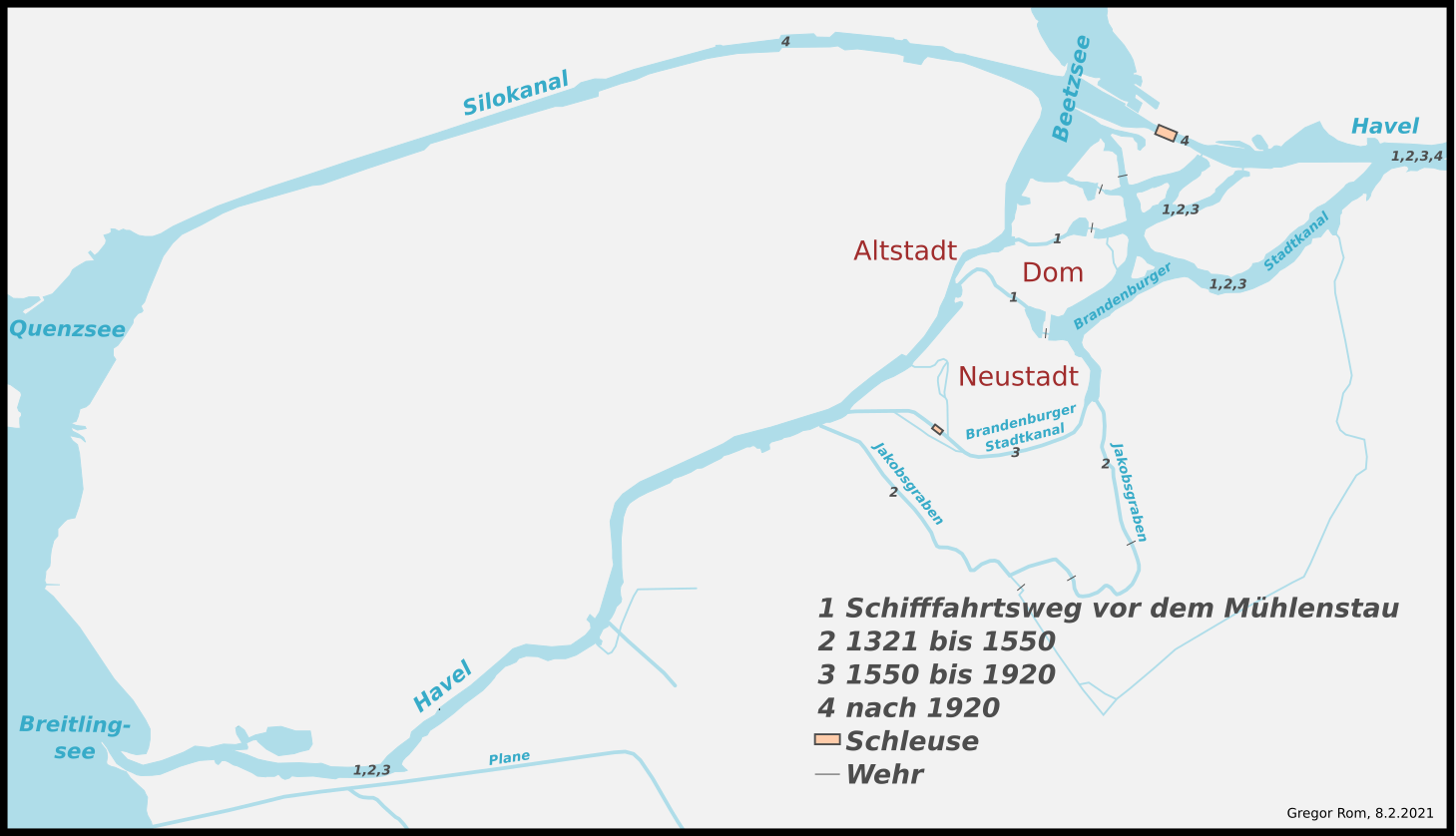
Änderung der Schifffahrtswege auf der Havel in Folge der Anlage der Mühlenstaue und späteren Kanalausbauten am Beispiel der Stadt Brandenburg

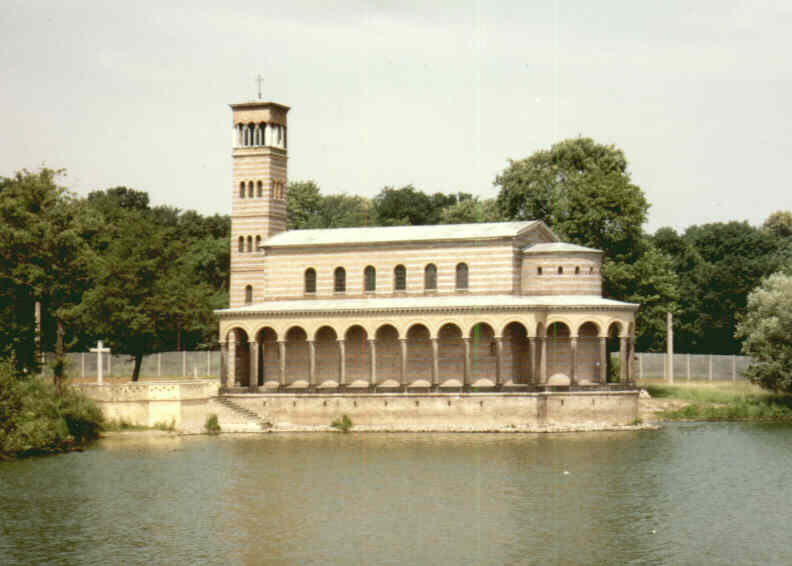
Sacrower Heilandskirche am Jungfernsee 1990. Im Hintergrund noch der alte DDR-Grenzzaun

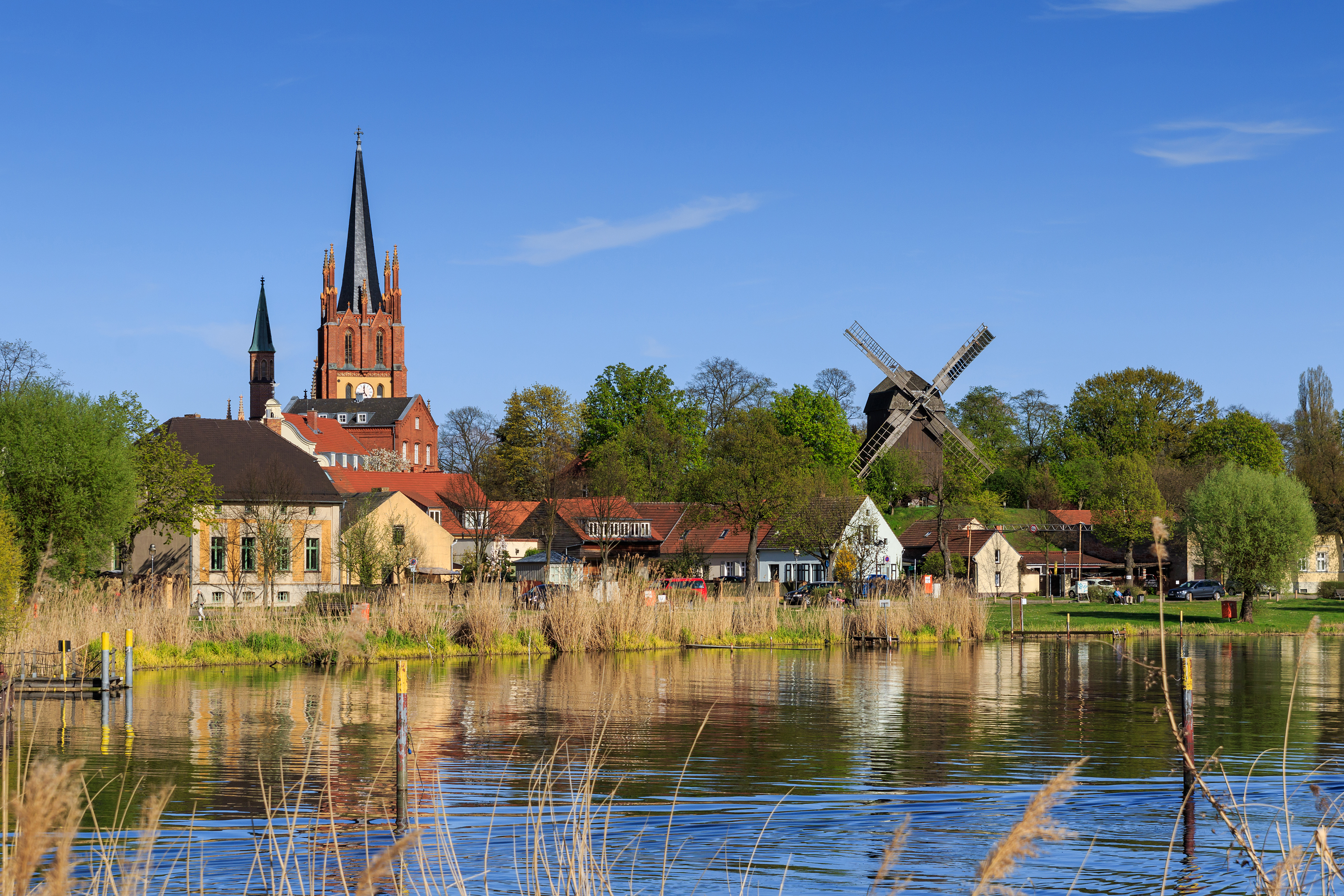
Werder: Inselstadt mit Heilig-Geist-Kirche und Bockwindmühle

Geschichte und wirtschaftliche Entwicklung Brandenburgs sind eng mit der Havel verknüpft. Zur Zeit der slawischen Besiedlung bildeten Havel und Nuthe die Grenze zwischen den Hevellern, die in der Zauche und im Havelland siedelten, und den Sprewanen auf östlicher Seite. Wo Fernhandelswege die Havel kreuzten, hatten die Slawen Burgen und solide Holzbrücken, in Plaue (heute Ortsteil von Brandenburg), Brandenburg (Dominsel), Potsdam (die Lange Brücke) und Spandau (Funde am Burgwall).
Der deutschen Besiedlung des Havellandes gingen mehr als zwei Jahrhunderte kriegerischer Auseinandersetzungen voraus: 928/929 eroberte der deutsche König Heinrich I. Brennabor und besiegte die Heveller. Sein Sohn Otto I. der Große (Römisch-deutscher Kaiser ab 962) gründete 937 die Nordmark. Mit dem Großen Slawenaufstand von 983 wurde das Land östlich der Elbe zunächst wieder unabhängig. Der Askanier Albrecht der Bär begann 1134 mit der erneuten Eroberung, ab 1157 als Markgraf. Nach seinem Sieg über die Heveller in Spandau 1157 begann die Einwanderung von Deutschen in die Mark Brandenburg. An der Havelbucht Jürgenlanke erinnert das Schildhorn-Denkmal an die Schildhornsage und den Sieg Albrechts.
Mit der mittelalterlichen Kolonisation nahm die Bedeutung der Havel als Transportweg zu, da die Region zunehmend Massengüter wie Getreide und Holz exportierte. In dieser Blütezeit von Handel und Gewerbe entstand aber ein Nutzungskonflikt zwischen Transport und Energiegewinnung. Für den Betrieb von Mühlen wurden in Spandau, Brandenburg und Rathenow Staudämme angelegt, welche die Schifffahrt mittels Umflutkanälen und einfachen Schleusen passieren musste. Der Mühlenstau in Brandenburg hob den Wasserspiegel flussaufwärts bis nach Spandau. Möglicherweise verwandelten diese Mühlenstaus älteres, slawisches Kulturland wieder in Feuchtbiotope. Ein bedeutender Wirtschaftsfaktor der Region war lange Zeit die Fischerei.
Der Dreißigjährige Krieg reduzierte die Einwohnerzahl von Städten wie Potsdam und Rathenow auf einen Bruchteil ihrer ursprünglichen Bevölkerung.
Vom 18. Jahrhundert bis in die DDR-Zeit wurden systematisch Feuchtgebiete trockengelegt. Mit dem Aufstieg Brandenburg-Preußens zur führenden Macht in Deutschland und der preußischen Könige zu deutschen Kaisern wurde das Havelland zur Hauptstadtregion. Die Sommerresidenz Potsdam wurde zum „preußischen Versailles“, umgeben von Schlossparks, Mustergütern und herrschaftlichen Jagden. Sogar in kleinen Dörfern traten neben die einfachen Bauernkaten stuckverzierte Wohnhäuser und die eine oder andere „byzantinische“ Dorfkirche (beispielsweise die Heilandskirche am Port von Sacrow). Der Bedarf der Hauptstadt ließ die Gegend um Werder und Ketzin/Havel zum Obstbaugebiet werden. Und nördlich von Zehdenick an der oberen und bei Deetz, Ketzin und Glindow der mittleren Havel entstanden große Tongruben und Ziegeleien.

## Geschichte der Wasserbauten in der Havel

### Obere Havel
Die Havel von Berlin aus aufwärts hatte und hat geringere wirtschaftliche Bedeutung als die abwärts. Ihre Hauptbedeutung hat sie hier für die Schifffahrt zur Oder und zur Ostsee: ursprünglich bis zum Anschluss des Finow-Kanals bei Bad Liebenwalde, seit Anfang des 20. Jahrhunderts nur noch bis zum Anschluss der Havel-Oder-Wasserstraße südöstlich von Oranienburg.
Geringere, aber auch schon frühe Bedeutung hatte die Havelschifffahrt weiter flussaufwärts nicht nur bis oberhalb von Zehdenik (Torfabbauu, Bauziegelproduktion), sondern wesentlich weiter. Im Ellbogensee hat die Havel Anschluss an die Müritz-Havel-Wasserstraße. Mit dem kleinen Finowmaß-Schiff ist die Havel nochmals weiter bis Wesenberg (Holzindustrie), das etwa 19 km in Luftlinie unterhalb der Havelquelle liegt, befahrbar.
Zwischen Liebenwalde und Fürstenberg befanden sich seit alten Zeiten zwei Stauanlagen: in Zehdenick und Bredereiche. Die Erstanlage einer Schleuse ist nur für Bredereiche nachweisbar (1740). Wegen der schlechten Schiffbarkeit der Havel unterhalb von Zehdenik wurde schließlich 1823 ein großzügiger Ausbau der oberen Havel für den Transport der in Berlin benötigen, in Zehdenick hergestellten Ziegel von der Preußischen Regierung beschlossen. Als erstes wurde 1823 der erste Teil des von Liebenwalde nach Zehdenick führenden Voßkanals gebaut. 1827 bis 28 und 1838 bis 40 folgte der Bau des Malzer Kanals havelabwärts bis Malz und 1832 bis 37 der Bau des Oranienburger Kanals havelabwärts ab Sachsenhausen. Mit diesen drei Seitenkanälen (1870 zweiter Teil des Voßkanals bis Zehdenick, 1838 Malzer Kanal bis Friedrichsthal) wurde die obere Havel zwischen Zehdenick und dem Südende des Oranienburger Kanals als Schifffahrtsweg ausgeschaltet (Ausnahme; zwischen Friedrichsthal und Sachsenhausen)..
Südlich von Oranienburg wurde die Havel erst zusammen mit dem Bau der Havel-Oder-Wasserstraße für große Schiffe begradigt und vertieft. Der etappenweise Ausbau der Unteren Havel erfolgte jeweils früher, was ihrer größeren Bedeutung entspricht.
Oberhalb von Zehdenick wurde die Havel 1866 bis 69 bis zum Stolpsee unterhalb von Fürstenberg reguliert und begradigt. Dabei entstanden die Schleuse Regow, die Schleuse Zaaren und die Grenzschleuse unterhalb von Bredereiche. Letztere wurde wieder beseitigt, als die  Schleuse Bredereiche 1894 gegen das Unterwasser vertieft worden war. 1921 wurde zusätzlich eine Schleuse bei Schorfheide errichtet. Nach 1945 (1952 bis 63) wurden die drei älteren Schleusen durch Nebauten ersetzt. Die in Mecklenburg liegende Schleuse Fürstenberg war schon 1831 beim Bau des Müritz-Havel-Kanals entstanden.
Die einmündenden Lychener, Templiner und Wentow-Gewässer wurden in etwa gleichzeitig mit der Havel oberhalb von Zehdenick schiffbar gemacht. Ihre Schleusen haben wie die in der Havel dort ebenfalls das Finowmaß (40,2 m × 4,6 m).

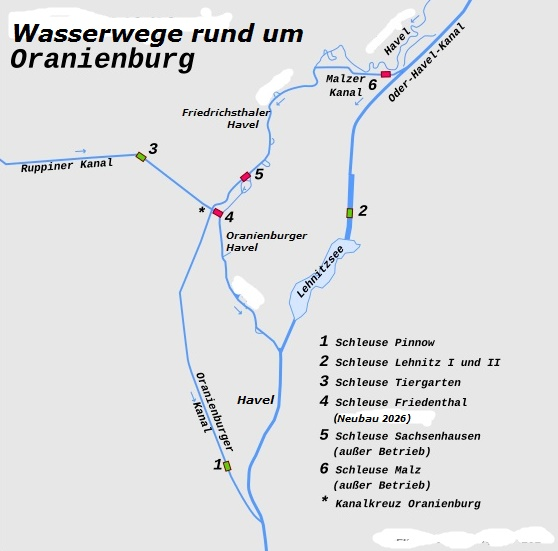

Eine schlecht schiffbare Stelle hatte die Havel beim Gefälle nördlich der Stadtmitte von Orannienburg, das zudem für den Betrieb von Mühlen genutzt wurde. Der permanente Konflikt mit den Mühlenbesitzern wurde erst mit dem Bau eines Seitenkanals (des Oranienburger Kanals) rechts der Havel gelöst. Dessen Bedeutung für die Nord-Süd-Schifffahrt ging nach der 1914 nach Osten verlegten Havel-Oder-Wasserstraße aber zurück, reduzierte sich auf die Schifffahrt zwischen Berlin havelaufwärts und dem westlich von Oranienburg beginnenden Ruppiner Kanal. Seit der Zerstörung der Schleuse Sachsenhausen am nördlichen Ende des Oranienburger Kanals im Zweiten Weltkrieg ist die Schifffahrt auf der Havel ab Oranienburg nach Norden nicht mehr möglich. Ein Neubau der Schleuse wäre heute auch nur für touristische Zwecke vertretbar. Die nördlich des Malzer Kanals mehrheitlich naturbelassene Havel bis Zehdenick im Norden wird inzwischen sogar weiter renaturisiert. Hingegen wird zur Zeit (2025) die ebenfalls im Zweiten Weltkrieg zerstörte Schleuse Friedenthal am Beginn des Ruppiner Kanals an der Oranienburger Havel wieder aufgebaut. Der seitdem erforderliche Umweg von Oranienburg zum Ruppiner Kanal über den südlichen Anfang des Oranienburger Kanals wird entfallen.

### Mittlere und Untere Havel
Im Vergleich zu anderen Gebieten der Märkischen Wasserstraßen war der Bereich der Unteren Havel der durch eigene, aber besonders durch Elbe-Hochwässer gefährdetste, und ein für die Schifffahrt wenig geeignetes Gebiet. Die Elbe-Hochwässer wirkten sich von der Havelmündung flussaufwärts auch in der Mittleren Havel bis maximal nach Brandenburg aus. Im Folgenden werden die Wasserbauten in der Mittleren Havel schon ab dem Jungfernsee oberhalb von Potsdam mitbesprochen.
An der Mündung der Havel in die Elbe fließen die beiden Flüsse mit stark unterschiedlichem Gefälle aufeinander zu, die Elbe mit 15 bis 17 cm/km, die Havel mit nur 4 bis 5 cm/km über die letzten 10 Kilometer unterhalb von Havelberg und 3 bis 4 cm/km über etwa 15 km oberhalb. Zudem ist das Tal der Havel oberhalb von Havelberg auch eine besonders breite Niederung (bis 10 km breit). Beide Eigenheiten bedingten, dass es immer schon ein riesiges Hochwasserrückhaltebecken der Elbe war. Eigene Hochwässer dehnten sich darin auch weit aus, und die Havel mäandrierte darin und teilte sich oft in mehrere Flussarme auf, wodurch die Schifffahrt wegen zu geringer Wassertiefe bereits bei mittlerer Wasserführung behindert oder nicht möglich und bei hoher Wasserführung schlecht zu navigieren war.
Die wegen der schlechten natürlichen Bedingungen nötigen Wasserbauten haben eine lange Geschichte, waren zahlreich und sind erst in jüngerer Vergangenheit abgeschlossen worden. Für die Havelniederung sind die Ergebnisse nahezu optimal. Die Elbehochwässer können nicht mehr in sie eindringen und Schäden verursachen. Sie werden nur noch gezielt in sie eingelassen, wenn die Havel nicht gleichzeitig Hochwasser führt und die in der Havelniederung angelegten Polder nicht gefüllt sind. Die Havel wird komplett von der Elbe abgeschlossen, wenn die Polder gefüllt sind und das Elbehochwasser noch anhält. Mit dem alternativen Gebrauch der Havelpolder für Elbehochwässer wird heute bewusst teil- und zeitweise auf die intensive landwirtschaftliche Nutzung der Havelniederung verzichtet.

#### Wasserbauten zwischen 16. und 20. Jahrhundert
In den Städten Brandenburg und Rathenow wurde das bereits für das 14. Jahrhundert nachgewiesene Schleusen in einer Flutrinne (Stauschleusen) in der Mitte des 16. Jahrhunderts durch den Bau von Kesselschleusen (die ersten in der Mark Brandenburg, noch aus Holz gefertigt) abgelöst und damit die Schifffahrt verbessert.
In den anschließenden fast drei Jahrhunderten gab es an der Unteren Havel kaum weitere verkehrswasserbauliche Aktivitäten. Erst Anfang der 70er Jahre des 19. Jahrhunderts entstanden … umfangreiche Konzepte, die ihre erste Umsetzung im Bau des Sacrow-Paretzer Kanals (1874 bis 76, 1888 bis 90 tiefer gelegt und Sohle verbreitert) erfuhren. In Brandenburg wurde ein zweiter schiffbarer Wasserweg mit längerer Schleuse (für Plauer Maßkahn, Vorstadtschleuse) rechts des ersten alten 1881 bis 83 eingerichtet. Westlich von Rathenow wurde 1887 bis 1900 in einem neuen Durchschstich (Schleusenkanal) ebenfalls ein zweiter schiffbarer Wasserweg gebaut (mit Schleppzugschleuse). Der Silokanal, der die Stadt Brandenburg im Norden und Westen umgeht, und neben der Vorstadtschleuse eine Schleppzugschleuse bekam (die Vorstadtschleuse wurde später als Schleppzugschleuse neu gebaut, Inbetriebnnahme 1970) wurde von 1907 bis 10 gebaut (1970 bis 73 verbreitert). “Mit dem Silokanal wurden der Schifffahrt  bei Brandeburg nahezu ideale Bedingungen geschaffen”.
Ab 1875 erfolgten in mehreren Etappen (zuerst oberhalb von Plaue, dann unterhalb) Verbesserungen („Regulierungen“) insbesondere für die Sommerschifffahrt: Vertiefungen, Leit- und Deckwerke, Korrektur der Buhnen, Durchstiche, Uferbefestigungen. Diese Maßnahmen waren erfolgreich für die Schifffahrt, nicht aber gegen Überschwemmungen im Bereich unterhalb von Garz. Während das Winterhochwasser kaum abgemindert wurde, beeinflussten die durchgeführten Maßnahmen das Sommerhochwasser sogar negativ.
Die Dringlichkeit besonderer Maßnahmen an der Unteren Havel – insbesondere zum Hochwasserschutz – waren 1904 in einem Preußischen Gesetz verankert worden. “Hauptziel der Baumaßnahmen, die durch das Gesetz … festgelegt wurden, war es, die Vorflutbedingungen in der Havel so zu verbessern, dass die uneingedeichten Havelwiesen bis spätestens zum 1. Juni … trockenfallen sollten.” Es wurden – immer auch unter Beachtung der Schifffahrtsverhältnisse – Querschnittserweiterungen vorgenommen und Durchstiche angelegt. Zwischen Pritzerbe (also schon ab oberhalb von Rathenow) und Havelberg kam die Anlage von sogenannten Flutkanälen und der Bau von Stauanlagen hinzu. Diese waren ausgebaute Altarme, die den Abfluss bei großem Wasseranfall unterstützten, bei normalem Wasseranfall aber mit Wehren abgesperrt wurden, damit der Wasserstand in der Havel selbst für den Schiffsverkehr nicht zu niedrig war. Stauanlagen mit mehreren Wehren und einer Schleppschleuse in einem Durchstich wurden dort (Bahnitz, Grütz und Garz) errichtet, wo der Wasserstand in Trockenzeiten dennoch zu niedrig war. Bei ausreichendem Waseranfall wurde der Schleusendurchstich gesperrt und die Havel selbst wieder geöffnet. Bis nach Grütz konnte das angestrebte Abfluss-(Vorflut-)Ziel erreicht werden. Im Bereich von Gartz und Havelberg sah es weiterhin traurig aus. Im Sommer 1926 gab es sogar das katastrophalste bei Havelberg seit 1811 gemessene Hochwasser.

#### Wasserbauten im Mündungsgebiet der Havel
Im Einzelnen handelt es sich um die Verlängerung des Vorfluters, um vier Wehre und einen Verbindungskanal im Mündungsgebiet der Havel.
Die wasserwirtschaftlichen und schifffahrtstechnischen Bedingungen im Mündungsgebiet wurden erst in den 1930er und den 1950er Jahren entschieden verbessert.
Um die Gefahren durch Elbehochwässer in der Unteren Havel zu verringern, hatte man zwar schon früh Schutzdeiche an der Elbe angelegt. So war 1771/72 der bis Sandau reichende Jerichower Elbdeich um etwa 8 km flussabwärts verlängert und die Rückstauhöhe des Elbehochwassers um etwa 1,3 m abgesenkt worden. Anfang des 19. Jahrhunderts war der Deich nochmals um 3 km verlängert (Rückstauhöhe um 0,5 m weiter abgesenkt) und dabei die Havelmündung ein Stück stromabwärts verschoben worden. Es gab trotzdem 1845, 1850 und 1855 verheerende Überschwemmungen, die auch durch Deichbrüche entstanden waren. Es war jetzt das Ziel, die Havelmündung nochmals ein wesentliche Stück zu verschieben (Senkung der Rückstauhöhe durch Elbehochwasser um etwa 1,25). Neu war, dass die Havelmündung hochwassersicher von der Elbe abschließbar werden sollte.
Die Baumaßnahmen begannen mit einer erneuten Havelvertiefung und Begradigung unterhalb von Garz bis zur Havelmündung (1933 bis 35).
Der Bau von Dämmen entlang der Schifffahrtswege und der Polder in der Havelniederung – für die Schifffahrt und für den Hochwasserschutz nützliche Maßnahmen – wurden intensiv erst in den 1939er Jahren begonnen. Die Errichtung der Polder war 1955 weitestgehend abgeschlossen. In den 1970ern wurde schließlich der heutige Ausbauzustand erreicht.

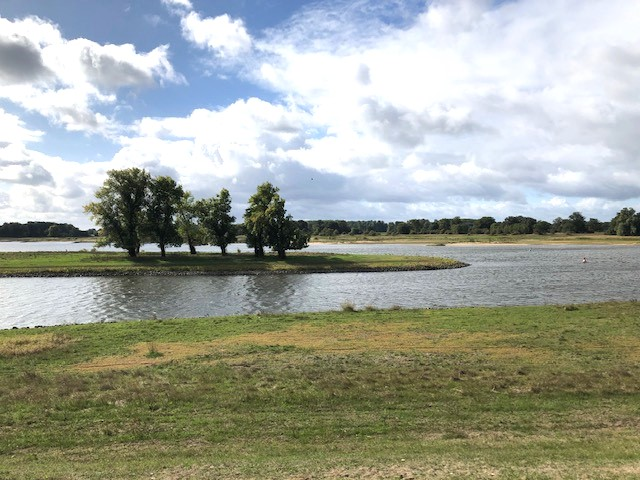
Mündung der Havel aus dem Gnevsdorfer Vorfluter (vorn) in die Elbe (hinten)

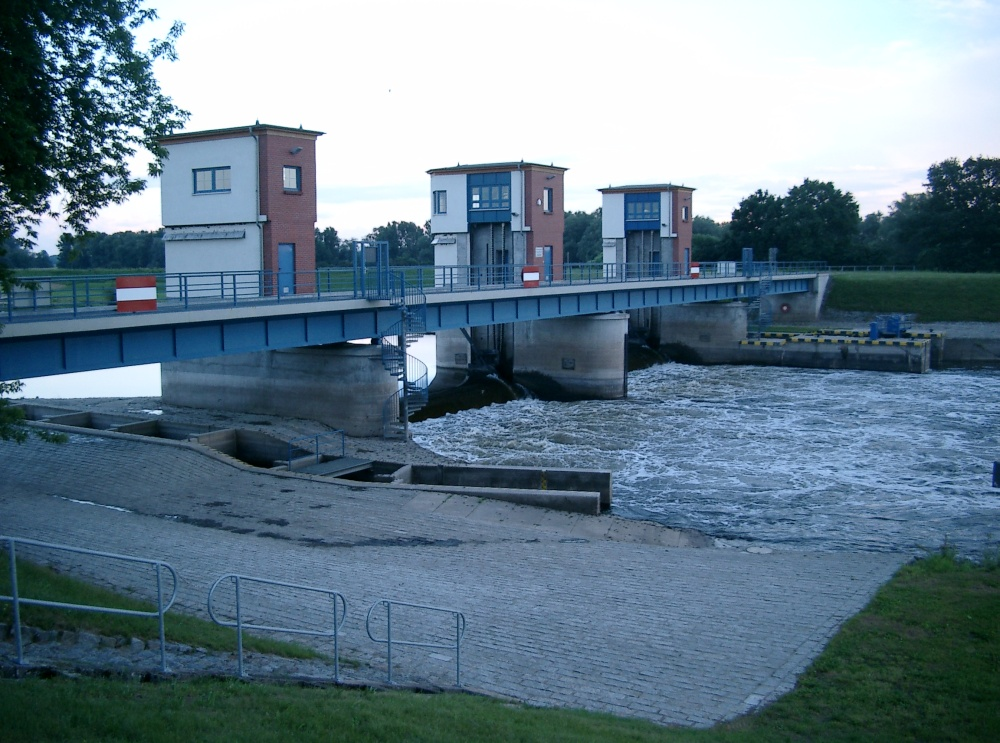
Wehr im Gnevsdorfer Vorfluter bei Gnevsdorf, zur Elbe nach rechts

Die nochmalige und um ein wesentliches Stück weitere Verschiebung der Havelmündung wurde mit dem Gnevsdorfer Vorfluter erreicht.
Er ist ein künstliches, einem Kanal gleichendes, mehrere Kilometer langes Flussbett in der Havelmündung, das als zweiter, aber bevorzugter Mündungsarm der Havel in die Elbe dient.
Der neue vorfluter wurde gebaut, um den Rückstaupunkt der Elbe (der Punkt an dem bei erhöhtem Wasserstand in der Elbe Wasser in die Mündung der Havel, in der das Gefälle kleiner ist, ein- und zurückfließt) weiter stromabwärts und auf ein niedrigeres Niveau zu verlegen. Im Unterschied zu schon früher erfolgten Verlegungen war zusätzliches Ziel, die Havel bei den häufigen größeren bis extrem großen Elbehochwässern sogar gegen die Elbe sicher abschließen zu können. Zu diesem Zweck mussten mehrere absperrbare Wehre gebaut werden. Weil diese dem Schiffsverkehr behindert hätten, wurde dafür oberhalb des Mündungsbereiches ein Verbindungskanal zwischen den beiden Flüssen errichtet werden. Dieser wurde bei Havelberg inklusive einer Aufstiegsschleuse (Schleuse Havelberg) zur höher fließenden Elbe gebaut und 1936 in Betrieb genommen.
Die erste und ursprüngliche Mündung (am Havelort) liegt am Anfang des Gnevdorfer Vorfluters und wird heute außer bei niedrigem Wasserstand in der Elbe mit einem Wehr (Wehr Neuwerben, fertiggestellt 1954) gesperrt. Das Havelwasser fließt in diesem Fall durch den Elbe-parallelen Vorfluter und mündet erst nach etwa 10 km auf etwa 1,5 m tieferem Niveau in die Elbe. Der um diese Distanz stromabwärts verschobene Rückstaupunkt der Elbe bewirkt, dass Ein- und Zurückfließen von Wasser aus der schneller fließenden Elbe (mit größerem Gefälle) in die langsamer fließende Havel (mit kleinerem Gefälle) erst bei etwa 1,5 m höherem Wasserstand in der Elbe als in der Havel bis weiter zurück als über Havelort hinaus erfolgt.
Der Gnevsdorfer Vorfluter wurde in den 1930er Jahren über eine Länge von etwa 7 km ausgehoben.
Bei größerem und länger anhaltenden Hochwasser kann Elbewasser bis fast nach Rathenow in der Havel zurückfließen. In diesem Streckenteil können zwar mehrere Polder geflutet werden (zugunsten gemilderter Überschwemmung im Elbetal unterhalb der Havelmündung). Wenn diese gefüllt sind, wird die Havel gegen die Elbe aber gesperrt. Außer dem Wehr am Havelort (Wehr Neuwerben) wurden dafür drei weitere Wehre errichtet: am Vorfluterende das Wehr Gnevsdorf (fertiggestellt 1954) und am -anfang die zwei parallelen Wehre Quitzöbel (fertiggestellt 1935 und 1937).
Das Wehr Gnevsdorf dient bei normaler Wasserführung der Havel dafür, das Unterwasser-Niveau an der Schleuse Havelberg (etwa 20 km oberhalb des Wehrs) bzw. den Sommerstau in der bis Garz (etwa 35 km oberhalb des Wehrs) reichenden Haltung zu regulieren.
Gemeinsam dienen die vier Wehre dazu, verschiedenen Hochwassersituationen in den beiden Flüssen entgegenzuwirken.

Einige Beispiele von mehreren Möglichkeiten:
- Bei Elbehochwasser werden entweder das Wehr Gnevsdorf oder zusätzlich die Wehre Quitzöbel geschlossen.
- Die abgesperrte Havel kann schadlos 160 Millionen Kubikmeter Wasser und bei längerem Elbehochwasser zusätzlich 125 Millionen Kubikmeter Wasser in den zu öffnenden Havelpoldern zurückhalten.[39] Das wird auch bei Hochwasser der Havel selbst oder beider Flüsse gleichzeitig genutzt.
- Zum Schutz der Elbe-Anrainer bei extremem Hochwasser kann die Speicherreserve der Havel und ihrer Polder gezielt genutzt werden, indem das Wehr Neuwerben vor der alten Mündung zum Einfließen von Elbewasser geöffnet wird.

Bei Wassermangel kann auch Niedrigwasseraufhöhung in der Elbe durch Wasserzufuhr aus der Havel schon durch das Wehr Neuwerben erfolgen.
Die Wehre Gnevsdorf und Neuwerben waren erst 1954 fertgigestellt worden.

#### Geplanter Ausbau der Unteren Havel-Wasserstraße

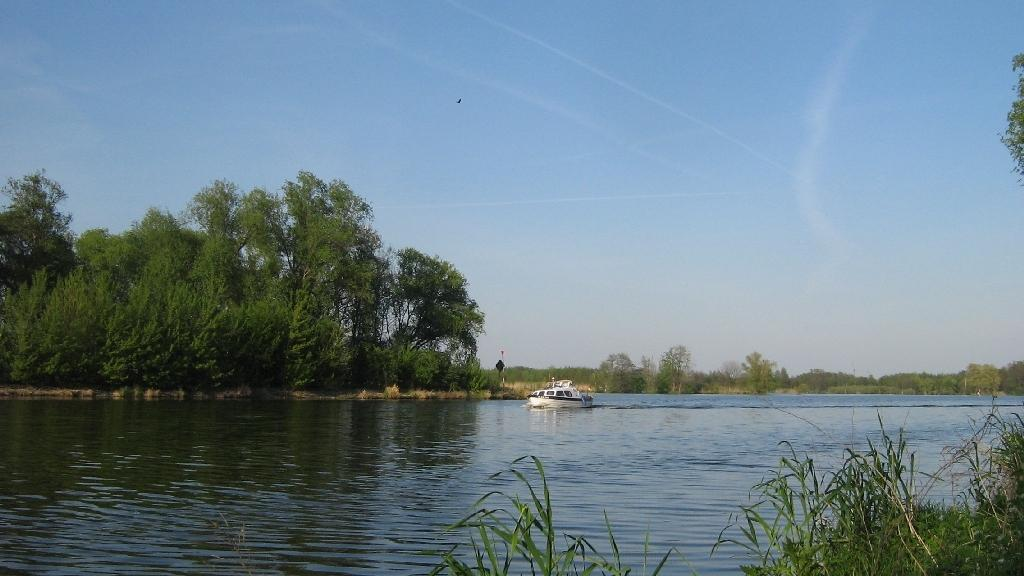
Am „Deetzer Durchstich“

Das Verkehrsprojekte Deutsche Einheit Nr. 17 sah auf der Strecke Wolfsburg-Magdeburg-Berlin den Ausbau von 280 km Wasserweg vor. Die gesamte betroffene Strecke sollte auf 4 m Tiefe und je nach Uferprofil auf 42–55 m (in Kurven bis zu 72 m) Wasserspiegelbreite ausgebaggert werden. Damit sollte ermöglicht werden, dass hier Schubverbände von 180 m Länge, 11,40 m Breite und 2,80 m Abladetiefe, entsprechend Binnenwasserstraßenklassifizierung Vb fahren können. Die Havel würde von diesen Ausbaumaßnahmen in ihrem mittleren Bereich von der Einmündung des Havelkanals und des Sacrow-Paretzer Kanals bei Paretz bis zum Silokanal in Brandenburg an der Havel betroffen sein. Gegenwärtig sind entsprechend der Binnenschifffahrtsstraßen-Ordnung, Kapitel 22 Untere Havel-Wasserstraße und Havelkanal, für den Bereich von km 20,00 bis km 66,70 (ab der Spreemündung) Größen der Fahrzeuge und Verbände (Schubverbände und gekuppelte Fahrzeuge) von 125 m Länge und 9 m Breite bzw. 156 m Länge und 8,25 m Breite zugelassen.
Die Havel wurde für 2004/05 als dritter Fluss zu Deutschlands Flusslandschaft des Jahres gewählt. Die Preisverleihung sollte unter anderem auch als Protest gegen den geplanten Havelausbau verstanden werden, der die Flusslandschaft erheblich beschädigen würde. Seit 1992 setzt sich ein Aktionsbündnis gegen den Havelausbau aus über 30 Organisationen für den Erhalt der natürlichen Vielfalt und Schönheit des Flusses ein.

## Schifffahrt
Als Bundeswasserstraße ist die Havel einbezogen in die Obere Havel-Wasserstraße vom Useriner See (Schleuse Zwenzow) bis Zehdenick. Von Zehdenick bis Oranienburg fließt Havelwasser durch die künstlichen Gewässerbetten der Oberen Havel-Wasserstraße, Voßkanal und Malzer Kanal, und weiter durch den Oder-Havel-Kanal bis wieder zum natürlichen Gewässerbett der Havel südlich Oranienburg. Von dort bis zur Spreemündung bilden der untere Teil der ausgebauten Oranienburger Havel und ab Hohen Neuendorf die Spandauer Havel bis zur Spreemündung Teilstrecken der Havel-Oder-Wasserstraße. Zur nicht mehr durchgehend befahrbaren Alten Havel-Oder-Wasserstraße gehören die Friedrichsthaler Havel und der obere Teil der Oranienburger Havel. Von der Spreemündung bis zur Mündung der Havel in die Elbe bildet die Havel die Untere Havel-Wasserstraße, einschließlich Sacrow-Paretzer Kanal und Silokanal.

## Nebenwasserläufe und Kanalanschlüsse
Von der Quelle flussabwärts:
- Kammerkanal[41]
- Floßgraben

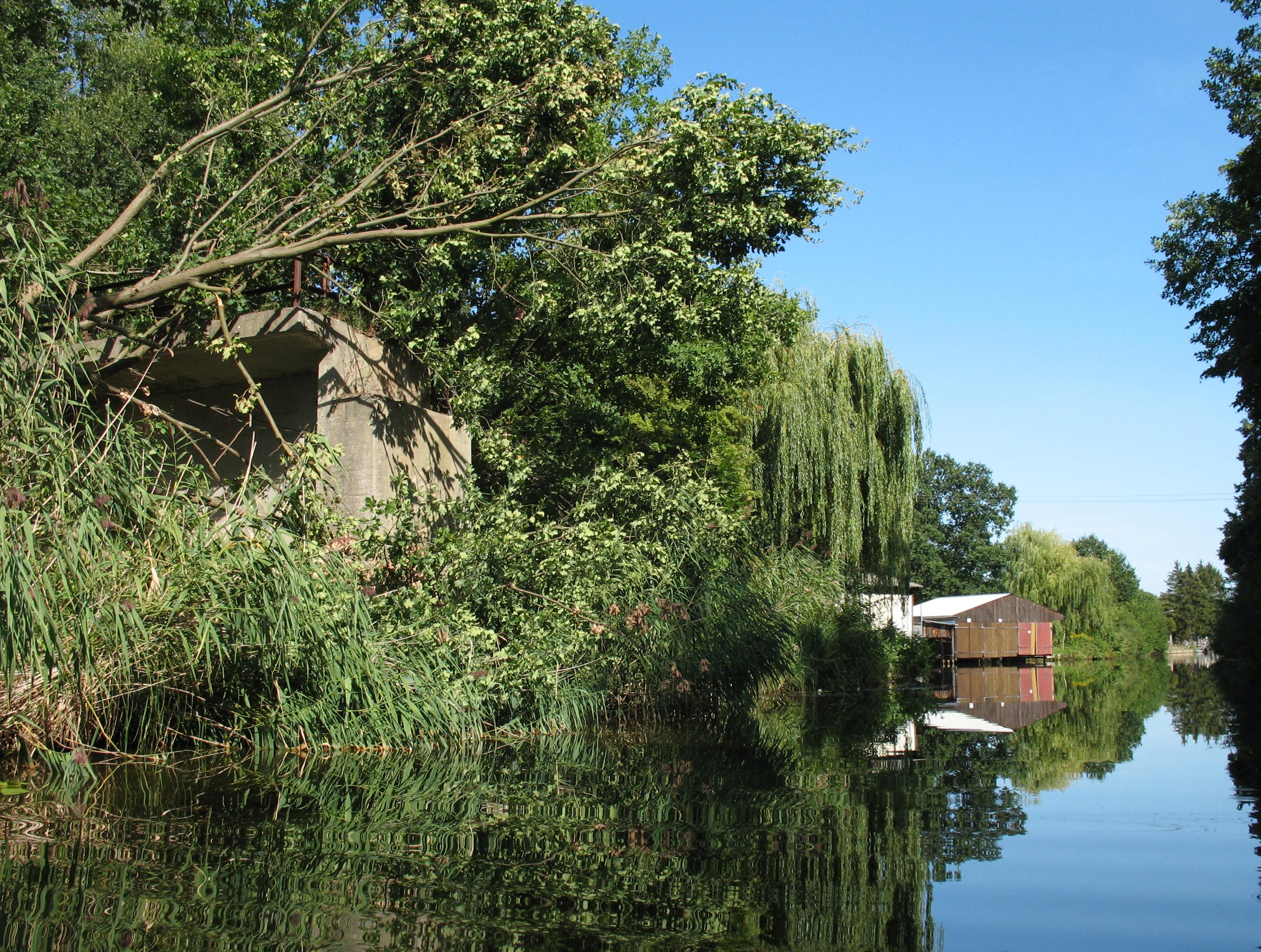
Wentowkanal

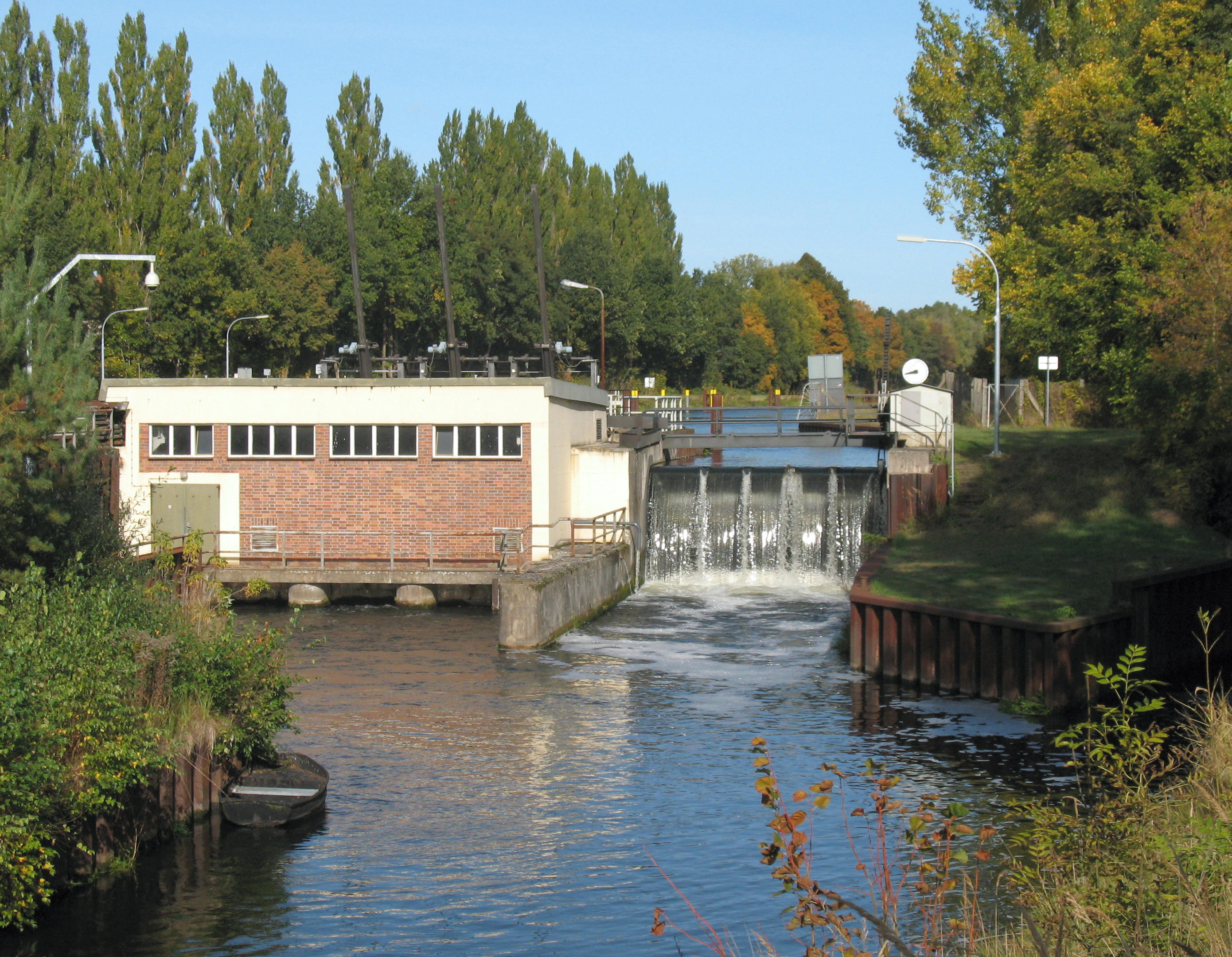
Mündung des Döllnfließes in den Voßkanal

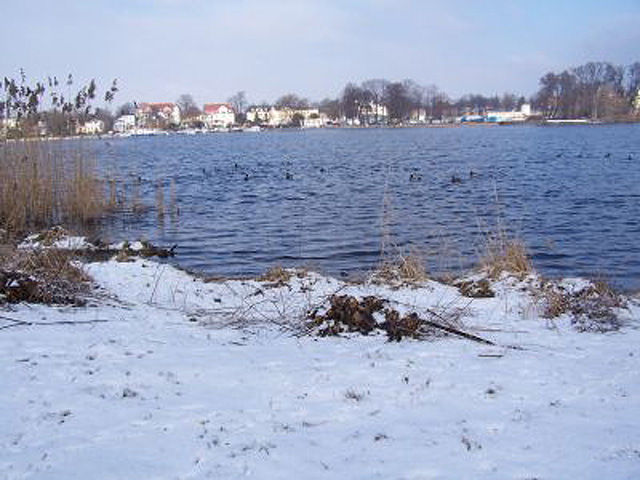
Die Potsdamer Havel im Winter (Tiefer See)

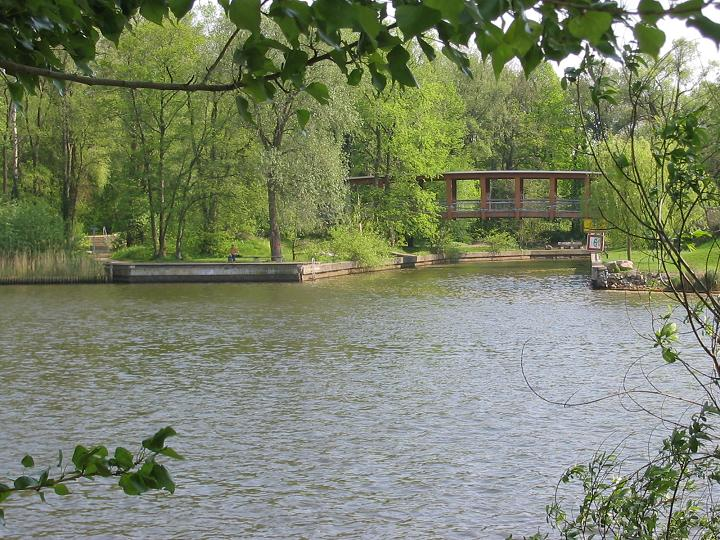
Nuthe-Mündung, Potsdam gegenüber der Freundschaftsinsel

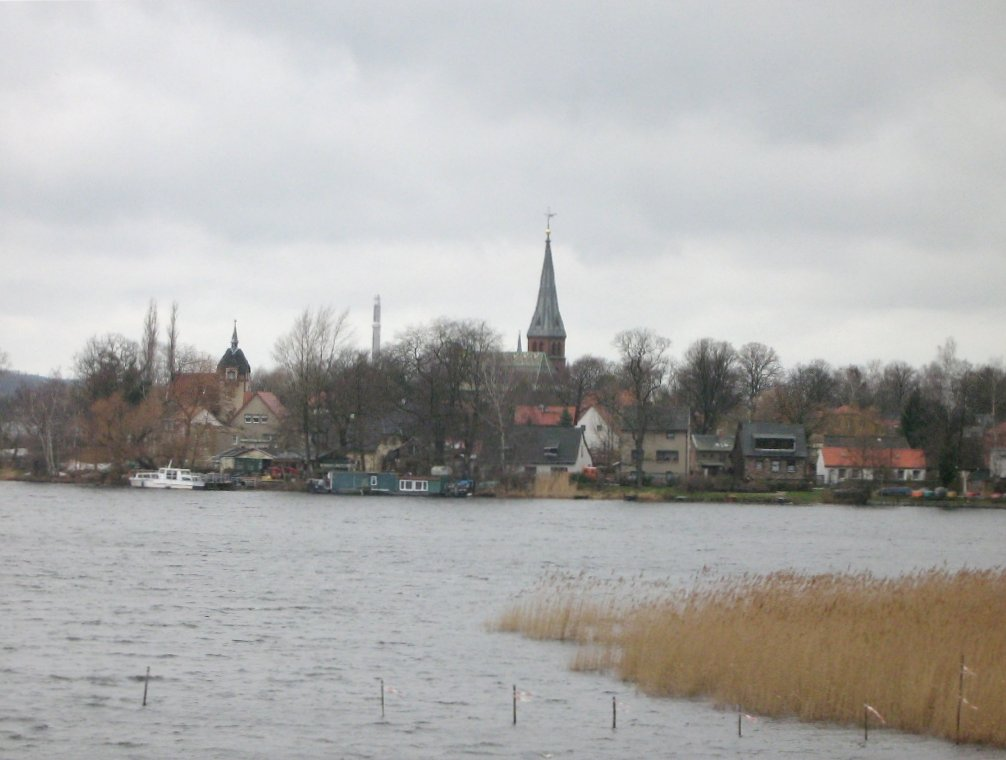
Ansicht von Geltow, Blick über die Potsdamer Havel von der Bundesstraße 1 kurz vor der Baumgartenbrücke

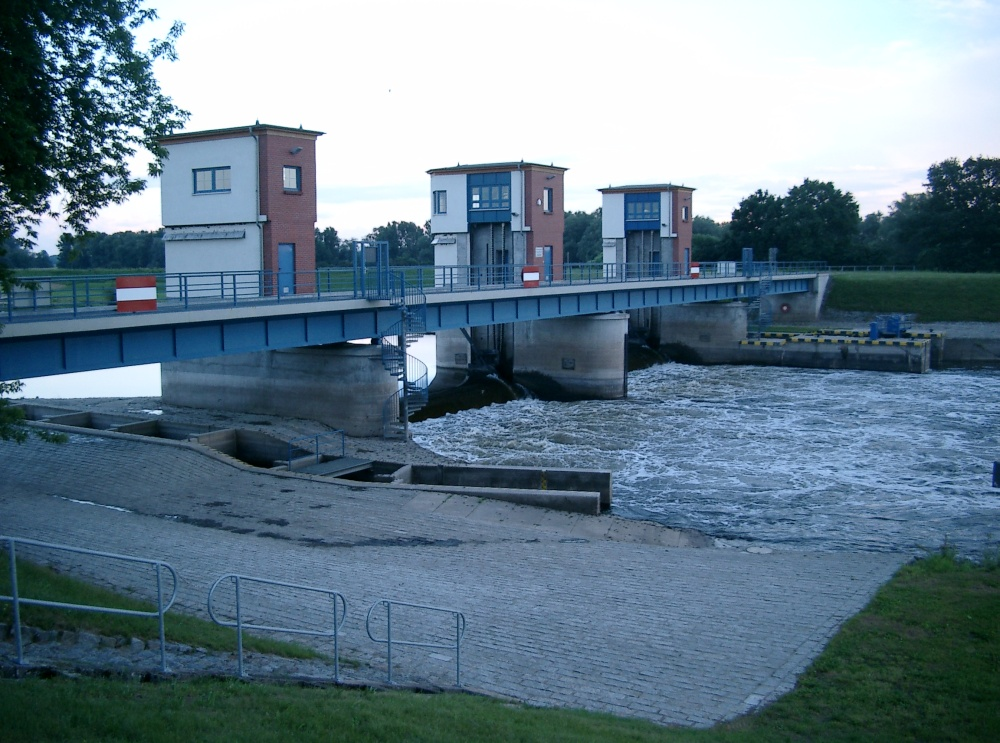
Wehr Gnevsdorf am Gnevsdorfer Vorfluter

- Wesenberger Schleusenkanal (paralleler Schifffahrtsweg)
- Schwaanhavel
- Müritz-Havel-Wasserstraße
- Godendorfer Mühlenbach-Hegensteinfließ
- Lychener Gewässer, im Unterlauf Woblitz
- Kramsbeek
- Templiner Gewässer, im Unterlauf Templiner Wasser
- Tornowfließ
- Wentowkanal (Wentow-Gewässer)
- Welsengraben (bei Mildenberg)
- Voßkanal, heute Hauptstrom der Havel
- Schnelle Havel, Altlauf von Zehdenick bis Oranienburg
- Hundebuschgraben (über Voßkanal bei Zehdenick)
- Auslasskanal (vom Voßkanal)
- Döllnfließ (über Voßkanal bei Bischofswerder)
- Langer Trödel (über Malzer Kanal)
- Fließgraben (bei Oranienburg-Friedrichsthal)
- Malzer Kanal (bei Malz)
- Oranienburger Kanal, von der Schnellen Havel bei Sachsenhausen zum Hauptstrom bei Pinnow (Hohen Neuendorf)
- Ruppiner Kanal (über Oranienburger Kanal und Kanalkreuz Oranienburg)
- Oder-Havel-Kanal (südlich Oranienburg)
- Briese (über die Alte Oranienburger Havel bei Hohen Neuendorf)
- Veltener Stichkanal
- Havelkanal (Fließrichtung vom Nieder Neuendorfer See (Havel) zum Sacrow-Paretzer Kanal bei Paretz in die Havel)
- Tegeler Fließ (vom Tegeler See)
- Teufelsseekanal
- Aalemannkanal
- Berlin-Spandauer Schifffahrtskanal (parallel zur Spree, bis Schleuse Plötzensee auch noch als Hohenzollernkanal bezeichnet)
- Nordhafen Spandau
- Spree
- Griebnitzkanal (DDR bis 1951, BRD bis 1992: Prinz-Friedrich-Leopold-Kanal)
- Großer Graben (über Krampnitz- und Lehnitzsee)
- Sacrow-Paretzer Kanal (hydrologisch Hauptstrom der Havel), Abkürzung des Potsdamer Havelbogens vom Jungfernsee zum (selber abgedämmten) Göttinsee
- Teltowkanal (über Griebnitzsee und Glienicker Lake), unter anderem mit Resteinspeisungen der Bäke
- Alte und Neue Fahrt, die beiden Havelarme, die in Potsdam die Freundschaftsinsel einfassen.
- Nuthe
- Stadtkanal (Mündung in die Neustädter Havelbucht in Potsdam)
- Schafgraben in Potsdam
- Wentorfgraben zwischen Petziensee und Schwielowsee
- Fercher Mühlenfließ (Mündung in den Schwielowsee)
- Strenggraben (vom Glindowsee, siehe auch Strengbrücke)
- Wublitz
- Emster (über Krumme Havel)
- Brandenburger Stadtkanal
- Silokanal (Parallelkanal in der Stadt Brandenburg zum Quenzsee)
- Plane mit ihrem Nebenfluss Temnitz (über Breitlingsee)
- Buckau mit ihren Nebenflüssen Riembach, Strepenbach und Verlorenwasser (über Breitlingsee)
- Elbe-Havel-Kanal (über Großen Wendsee)
- Woltersdorfer Altkanal (ehem. Plauer Kanal, über Großen Wendsee)
- Stremme (bei Milow)
- Rathenower Stremme (bei Rathenow)
- Großer Havelländischer Hauptkanal mit dem Hohenenauener Kanal
- Gülper Havel, nachdem sie den Rhin aufgenommen hat, nachdem dieser den Gülper See verlassen hat
- Alte Dosse
- Neue Dosse
- Neue Jäglitz
- Havelberger Schleusenkanal (zur Elbe)
- Gnevsdorfer Vorfluter

## Orte
Von der Quelle flussabwärts:
| - Pieverstorf - Dambeck - Kratzeburg - Dalmsdorf - Granzin - Blankenförde - Zwenzow - Userin - Groß Quassow - Wesenberg - Priepert | - Fürstenberg/Havel - Himmelpfort - Zootzen - Bredereiche - Zehdenick - Krewelin - Liebenwalde - Oranienburg - Birkenwerder - Hohen Neuendorf - Hennigsdorf | - Berlin, hier die Ortsteile: - Heiligensee - Konradshöhe - Hakenfelde - Tegel - Haselhorst - Spandau - Wilhelmstadt - Charlottenburg - Grunewald - Gatow - Kladow - Nikolassee - Wannsee | - Potsdam - Caputh - Ferch - Geltow - Werder (Havel) - Töplitz - Phöben - Ketzin/Havel - Roskow - Groß Kreutz | - Brandenburg an der Havel - Briest - Pritzerbe - Döberitz (Premnitz) - Premnitz - Milow - Bützer - Böhne - Rathenow - Grütz - Schollene - Parey - Molkenberg - Gülpe - Garz - Strodehne - Jederitz - Havelberg |  |

## Die Schleusen der Havel
Im Verlauf der Havel und ihrer Seitenarme wurden im Laufe der Jahrhunderte verschiedene Staustufen installiert. Im Mittelalter geschah dies meist in Städten und mit der Absicht, die Wasserkraft für das Antreiben von Mühlen nutzbar zu machen. Beispiele hierfür sind die Staustufen in Oranienburg, Brandenburg und Rathenow. Diese Staustufen führten zu Konflikten mit der Schifffahrt, deren Fahrwege somit verlegt wurden. Die Schifffahrt stellte zu jener Zeit jedoch die einzige Möglichkeit dar, große Mengen Massengüter über weitere Entfernungen zu transportieren. Die Havel war bereits eine wichtige Wasserstraße. Der Interessenkonflikt wurde gelöst, indem man die ersten Schleusen im Verlauf der Havel errichtete.
In späterer Zeit wurden weitere Staustufen angelegt. Anders als die mittelalterlichen Mühlenstaue sollten hierbei Wehre einzelne Abschnitte der Havel durch Aufstauen überhaupt erst schiffbar machen. Dies betraf vor allem den Bereich der Oberen Havel, die dort im natürlichen Verlauf ein zu schmales und flaches Bett aufwies. Die Mehrzahl der Havelwehre unterhalb der Stadt Brandenburg wurde im Zuge von Maßnahmen zur Verbesserung des Hochwasserschutzes errichtet.
Die angelegten Staustufen wurden und werden mit unterschiedlichen Schleusenbauwerken überwunden. Teilweise wurden Großbauwerke mit über hundert Meter langen Schleppzuschleusen und unweit dieser wenige Meter lange und durch Hand zu betreibende Kahnschleusen errichtet. In den letzten Jahren ist man dazu übergegangen, einzelne Schleusen aus der Ferne mittels Funksignalen zu bedienen.

## Havelfähren

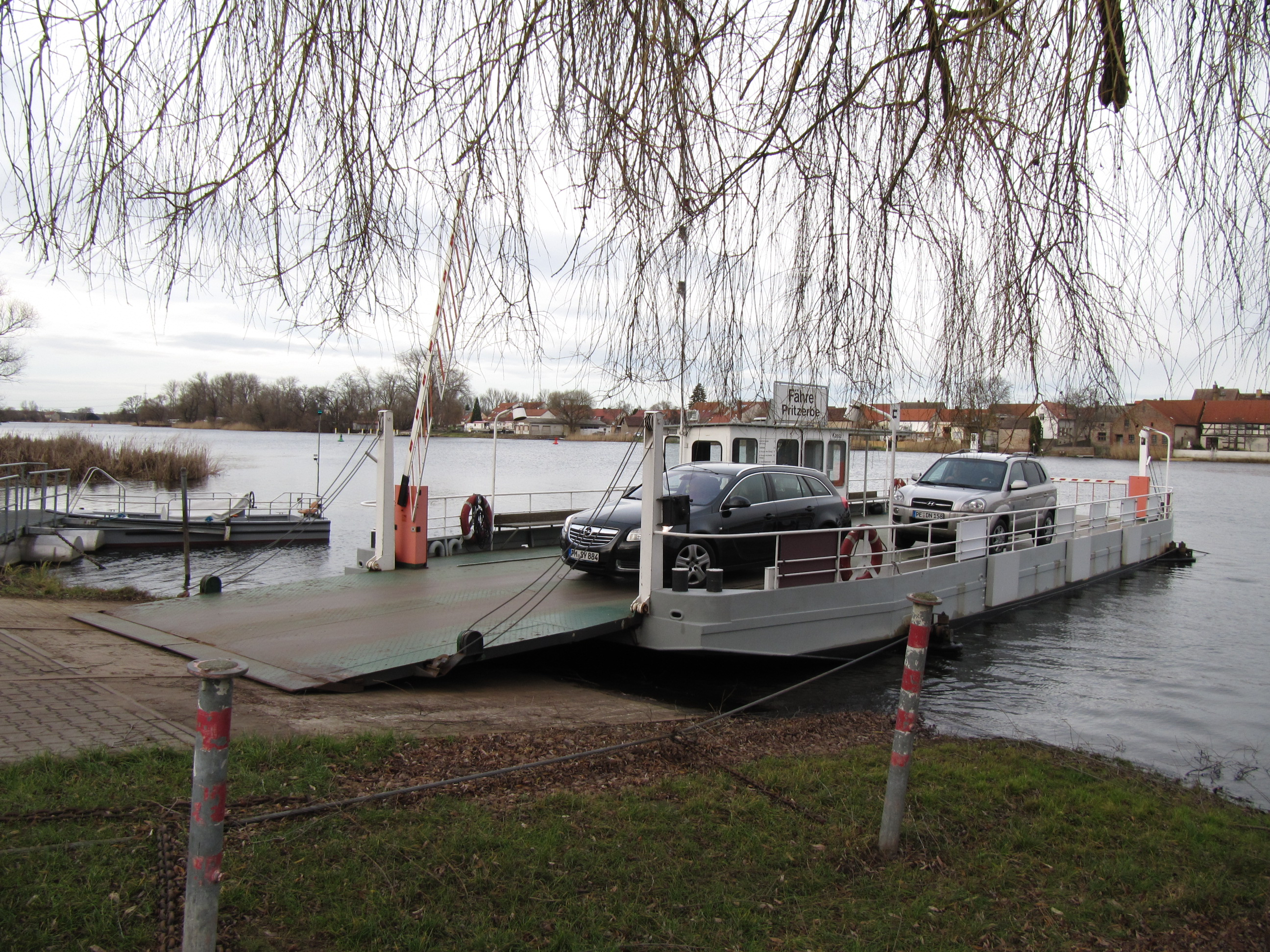
Fähre Pritzerbe am Ufer von Kützkow

Bereits seit dem Mittelalter sind Fährverbindungen über die Havel bekannt. Der Großteil wurde später durch Brückenbauwerke abgelöst. Aufgrund der vielerorts seeartigen Breite der Havel, der sumpfigen Uferbereiche, aus volkswirtschaftlichen Überlegungen, aus Naturschutz- oder Tourismusgründen blieben jedoch einige Fährverbindungen bis in die heutige Zeit bestehen. So existieren noch heute im Bereich der Unteren Havel innerhalb Berlins die Verbindungen F 10 über den Großen Wannsee und eine Fähre zur Pfaueninsel.
Erstere wird durch die Berliner Verkehrsbetriebe mit der Wannsee betrieben. Die Verbindung zur Pfaueninsel wird mit einer freifahrenden Wagenfähre bedient, die mehrere Autos und 150 Personen transportieren kann. Eine weitere Autofähre in Berlin quert die Havel zwischen Spandau-Hakenfelde und dem Reinickendorfer Ortsteil Tegelort. Im Land Brandenburg gibt es Fährverbindungen in Potsdam zwischen dem Ufer Auf dem Kiewitt und Hermannswerder als reine Personenfähre mit Fahrradmitnahme, betrieben durch den Verkehrsbetrieb Potsdam, mit Wagenfähren in Caputh (Tussy II), in Ketzin (Charlotte), in der Stadt Brandenburg (Fähre Neuendorf) und in Havelsee (Fähre Pritzerbe).

## Havelfischerei

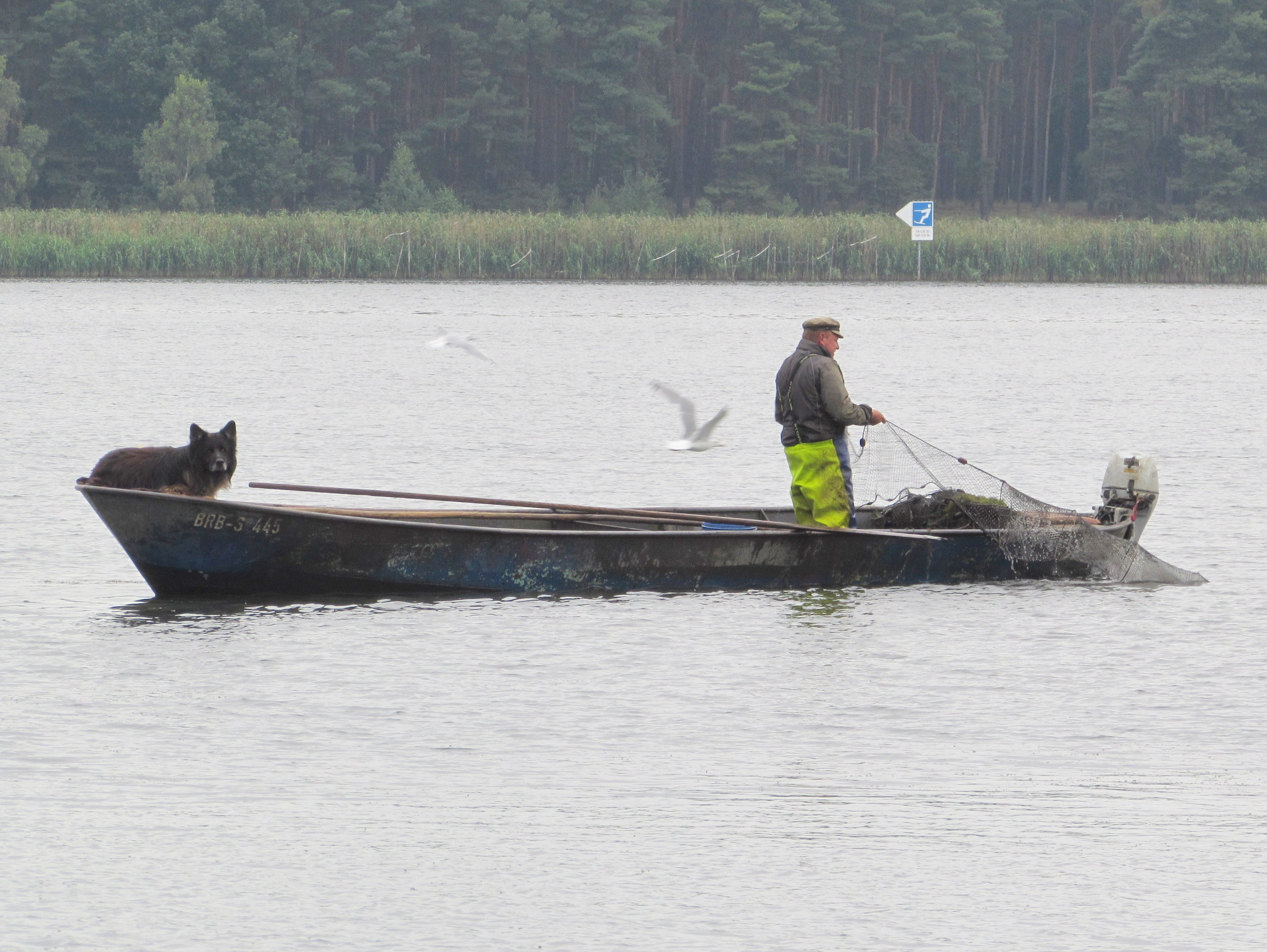
Berufsfischerei in Havelsee

Die Fischerei hat auf der Havel eine jahrtausendelange Tradition. Bei Pritzerbe wurden jungpaläolithische bis mesolithische knöcherne Angelhaken gefunden. Auch im 21. Jahrhundert wird die Havel über weite Strecken intensiv kommerziell befischt. In Brandenburg an der Havel, Plaue, Briest und Pritzerbe gibt es noch Berufsfischer. Der gefangene Havelfisch, wie beispielsweise Zander und Europäischer Aal, wird zubereitet oder unzubereitet frei verkauft und gehört zur traditionellen Brandenburgischen Küche.
Um den Aalbestand zu erhalten, werden im Meer gefangene Glasaale ausgesetzt.

## Trivia
Im Januar 2012 erhielt ein bis dahin unbenanntes Tal auf dem Mars den Namen „Havel Vallis“.
Anlässlich der Bundesgartenschau 2015 komponierte Marian Lux eine Sinfonie für die Havel. Sie wurde am 13. Juni 2015 im Landgut Stober in Groß Behnitz im Rahmen der Havelländischen Musikfestspiele uraufgeführt.

## Bilder

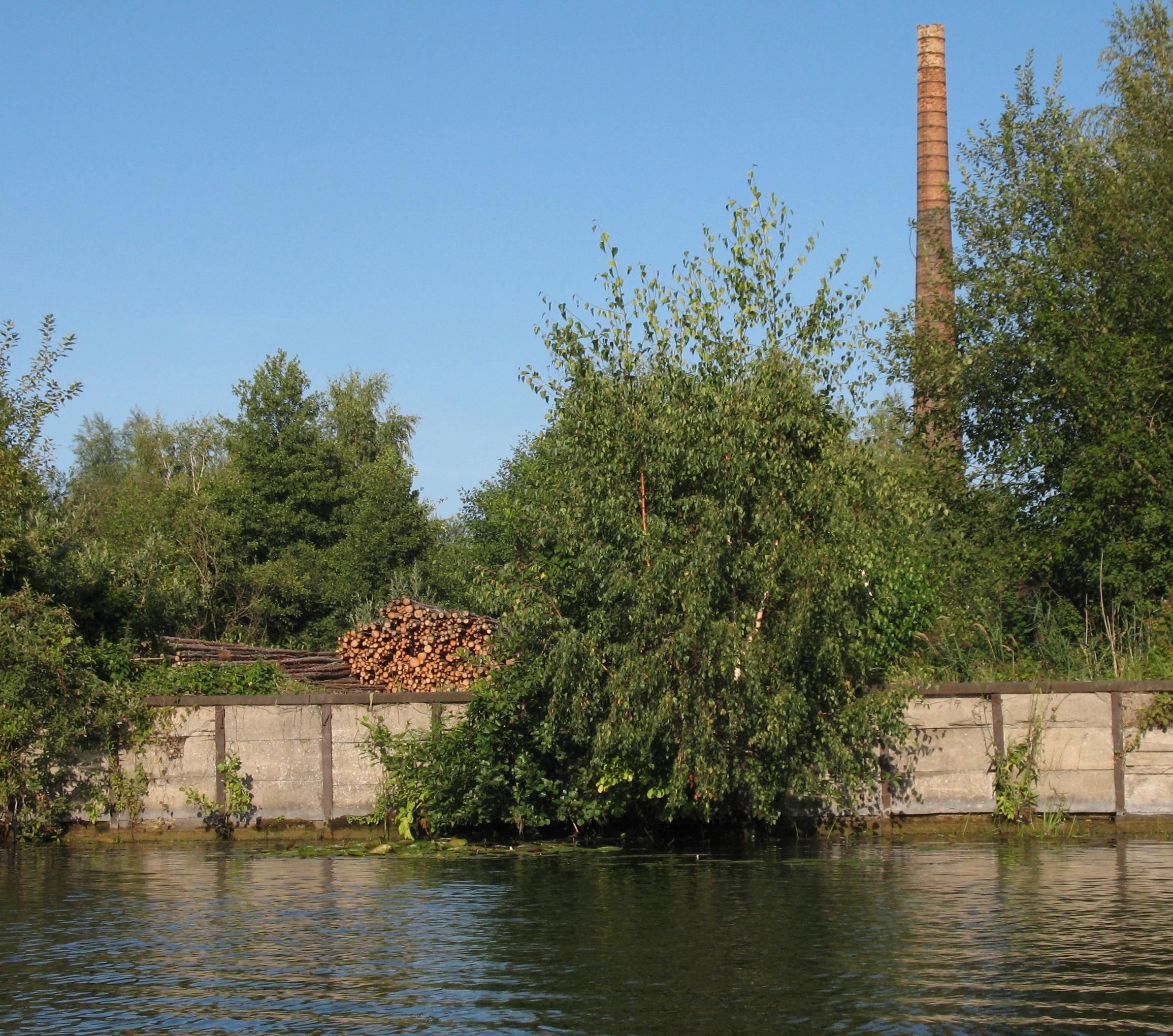
Ehemaliges Ziegeleiwerk IV in Zehdenick
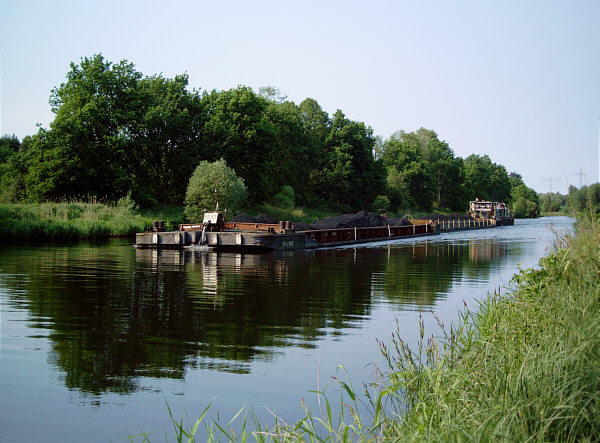
Staugeregelte Havel zwischen Oranienburg und Hennigsdorf
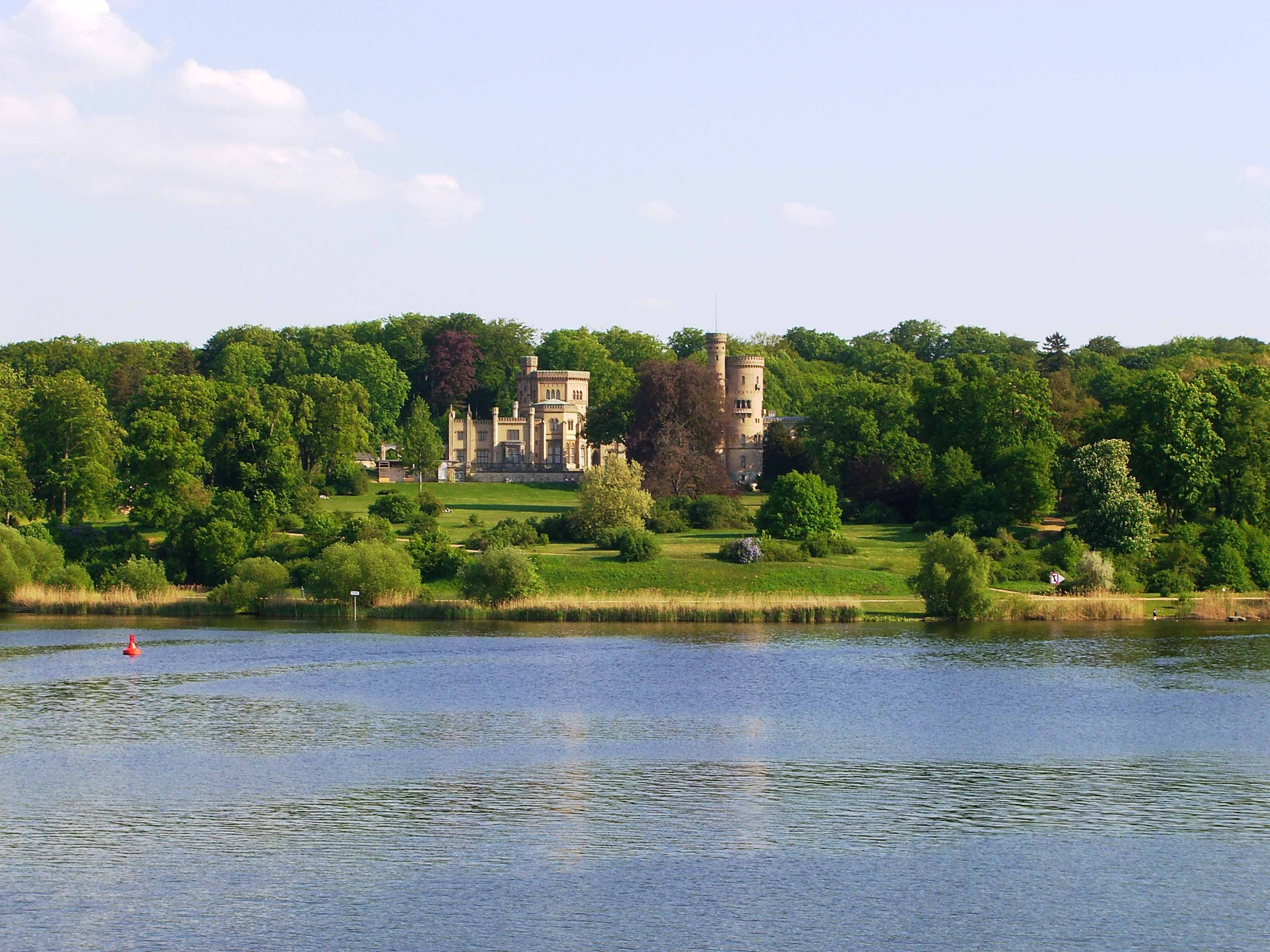
Schloss Babelsberg im gleichnamigen Park
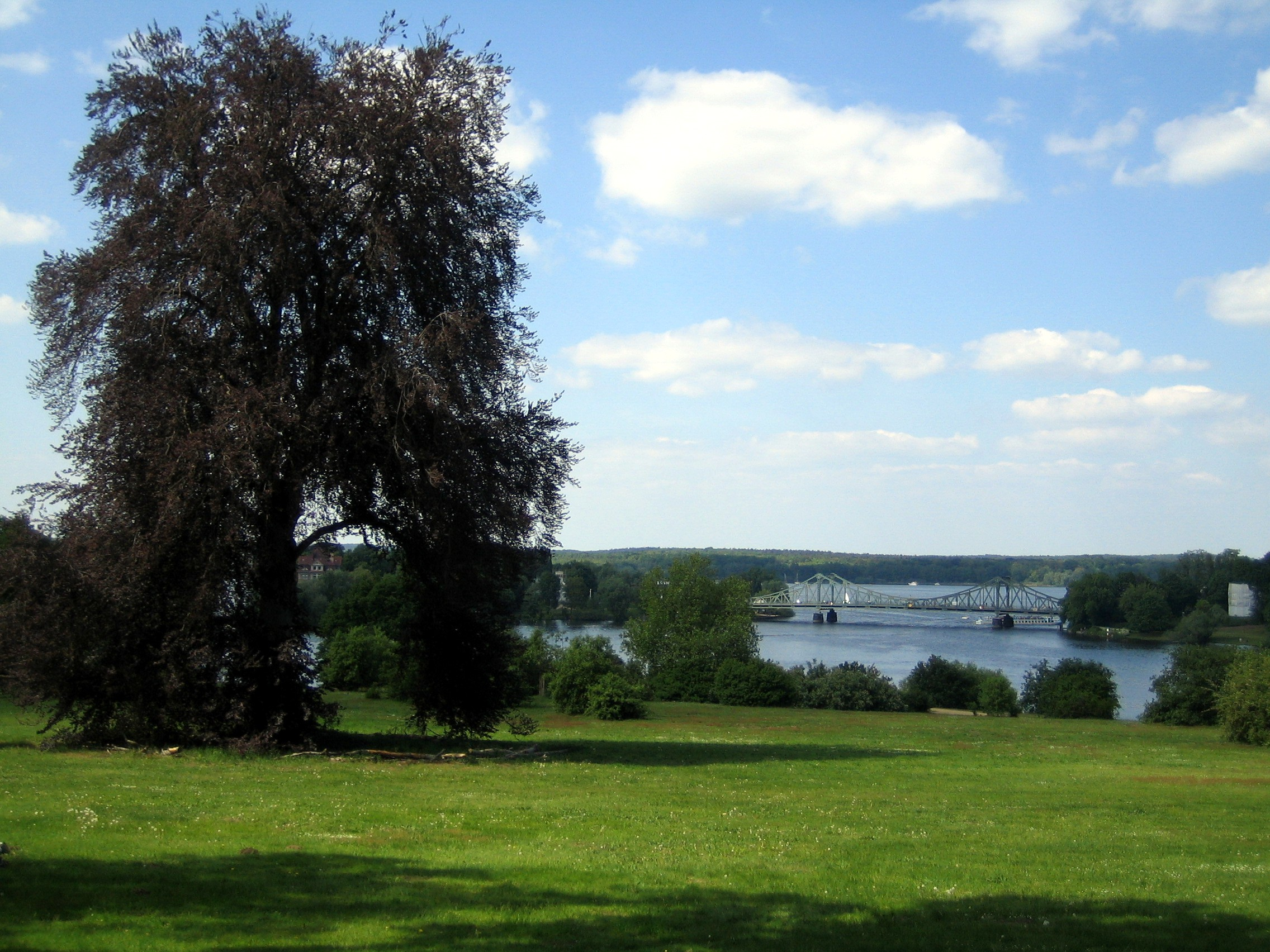
Blick aus dem Park Babelsberg auf die Glienicker Brücke über die Havel
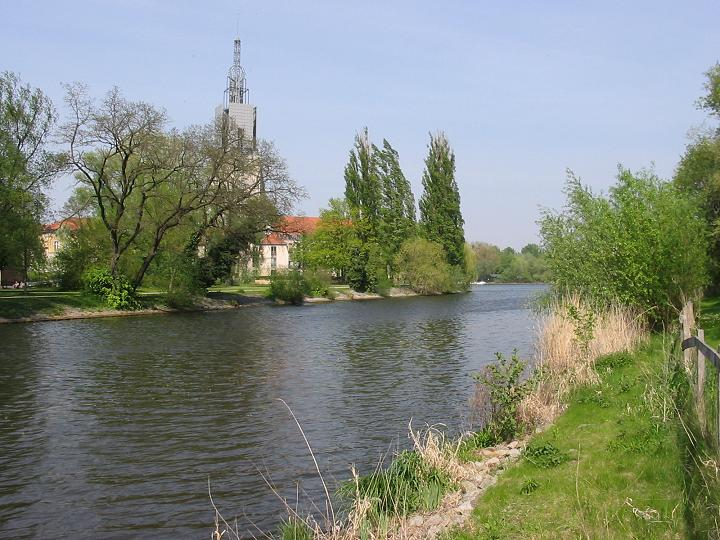
Die „Neue Fahrt“ in Potsdam an der Freundschaftsinsel
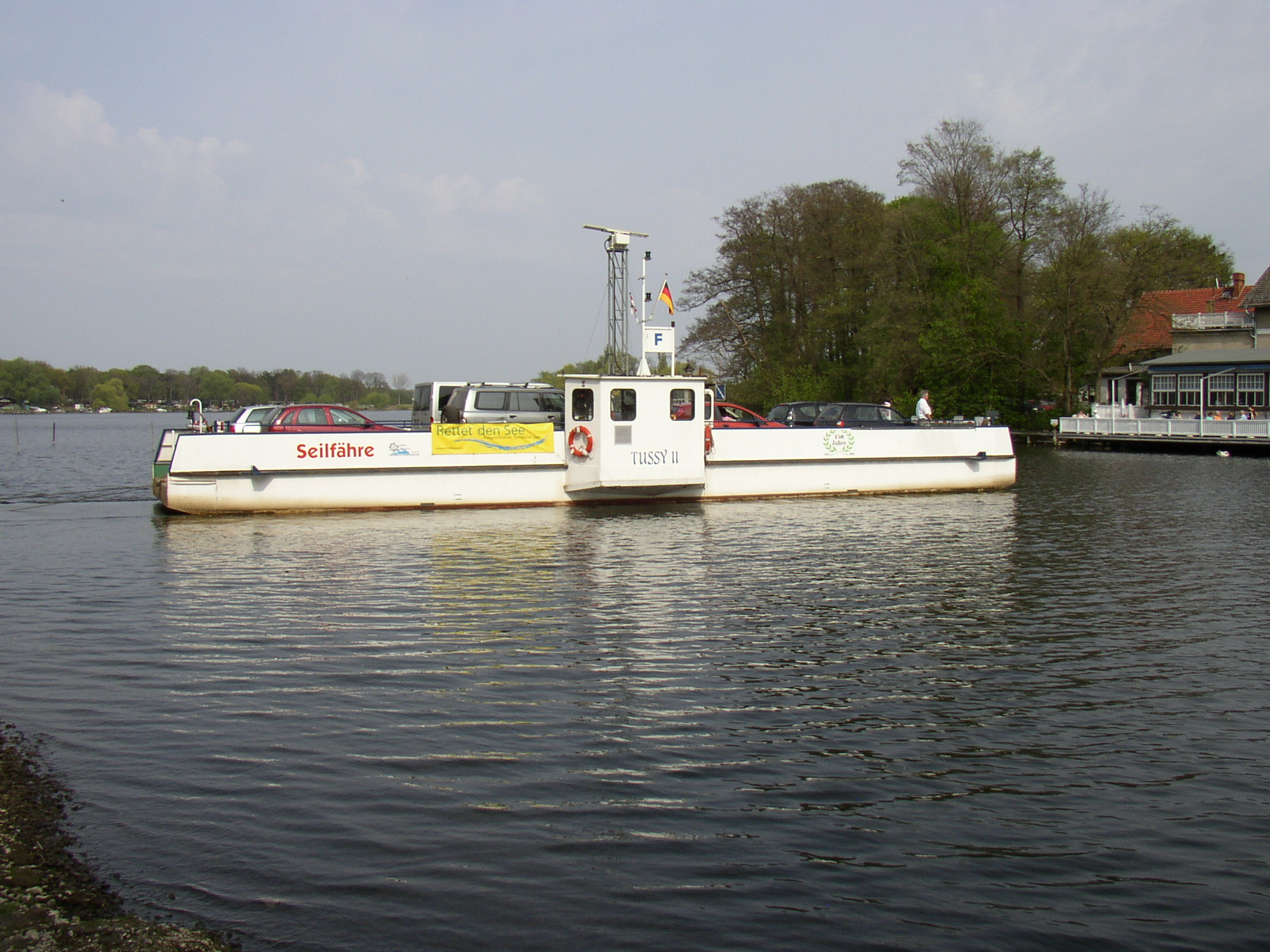
Fähre Caputh auf der Potsdamer Havel
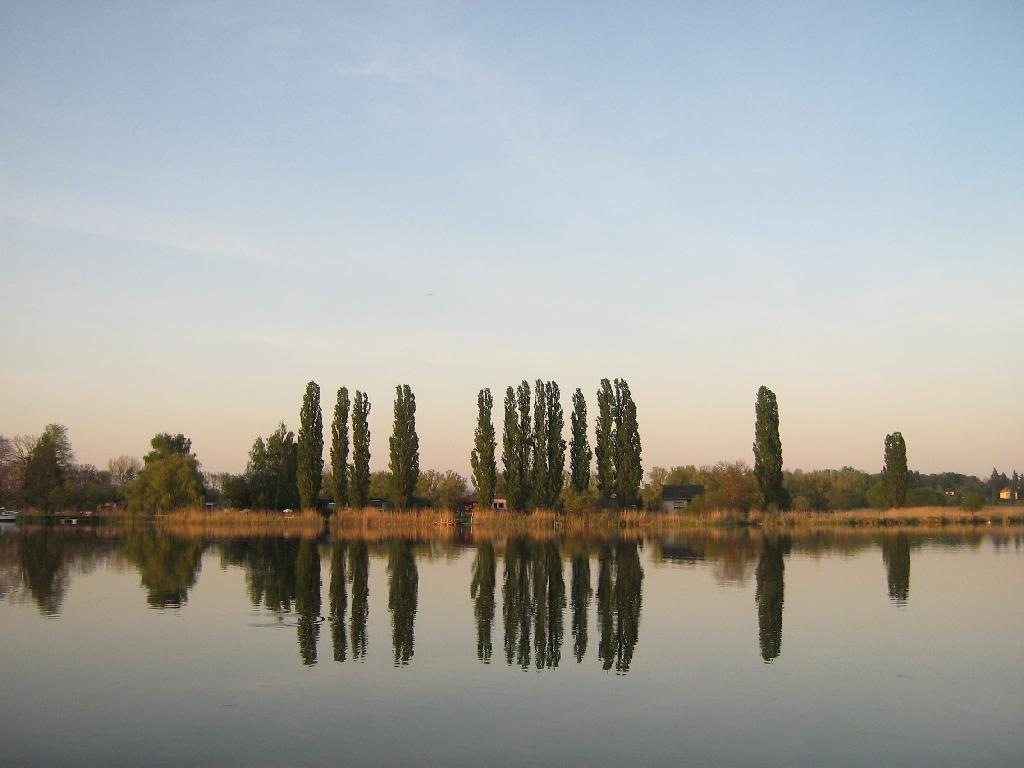
Potsdamer Havel bei Phöben
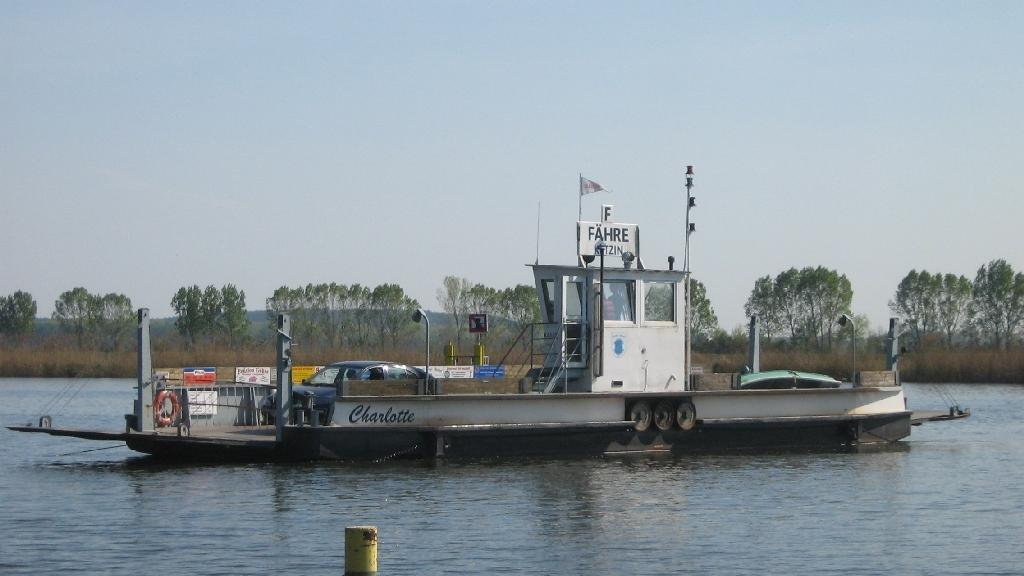
Seilfähre Ketzin auf der Havel
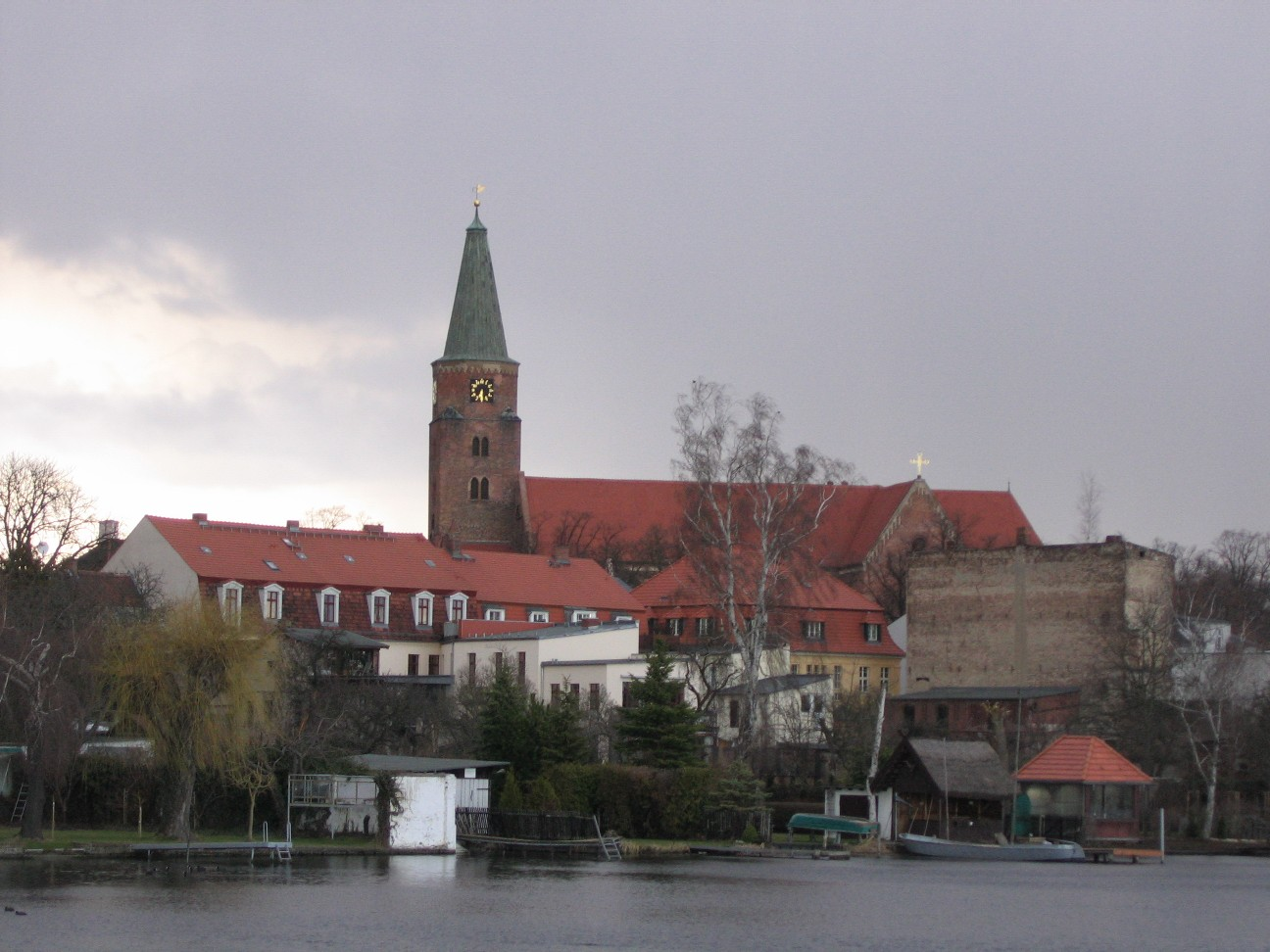
St. Peter und Paul (Brandenburg an der Havel)
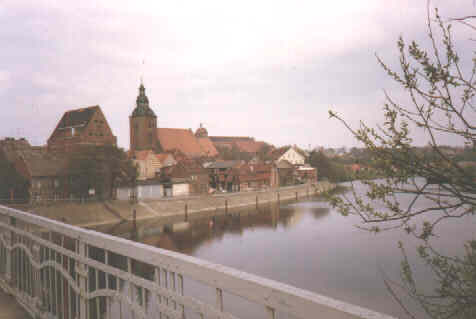
Blick auf Havelberg
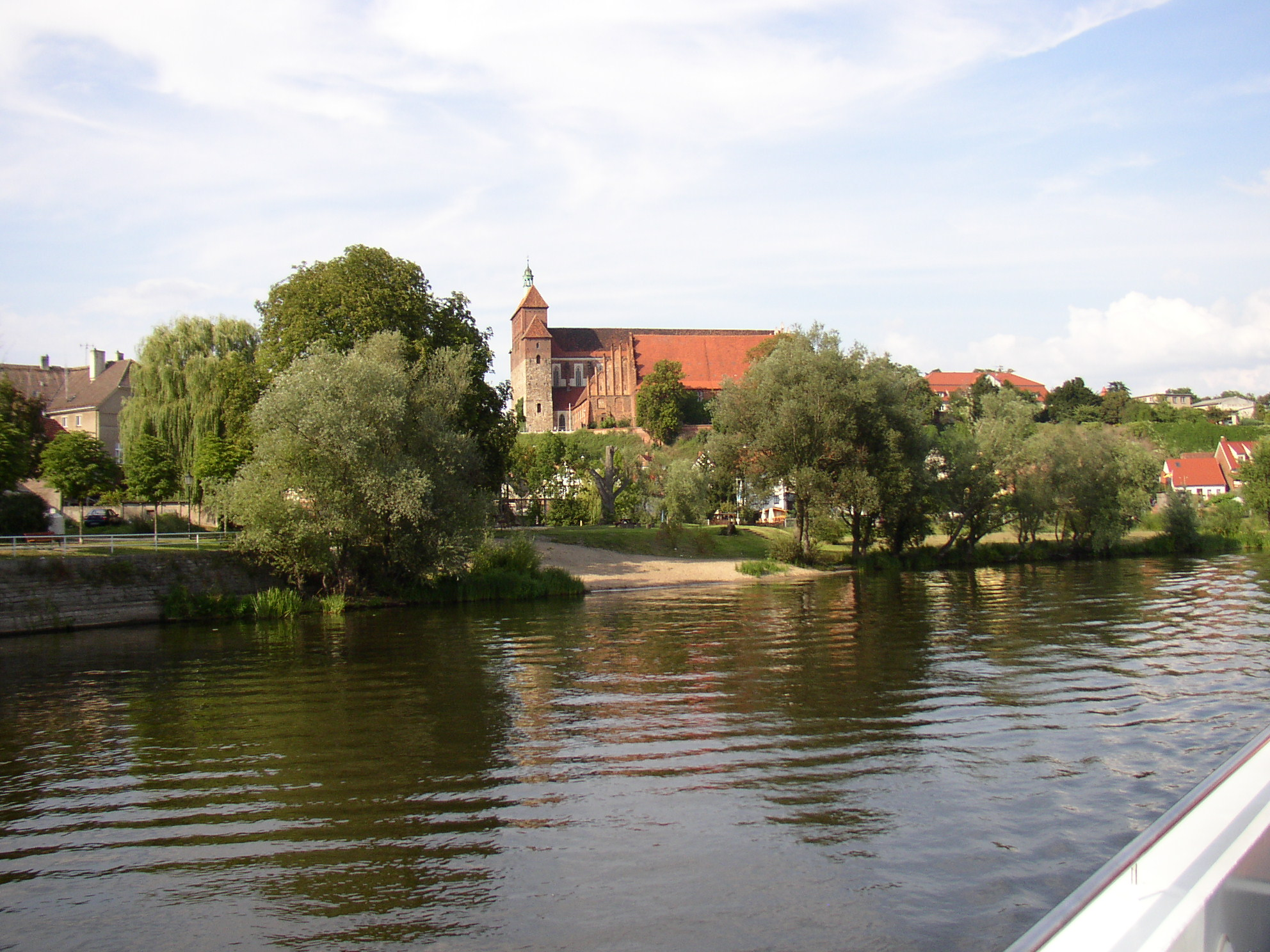
Havelberger Dom
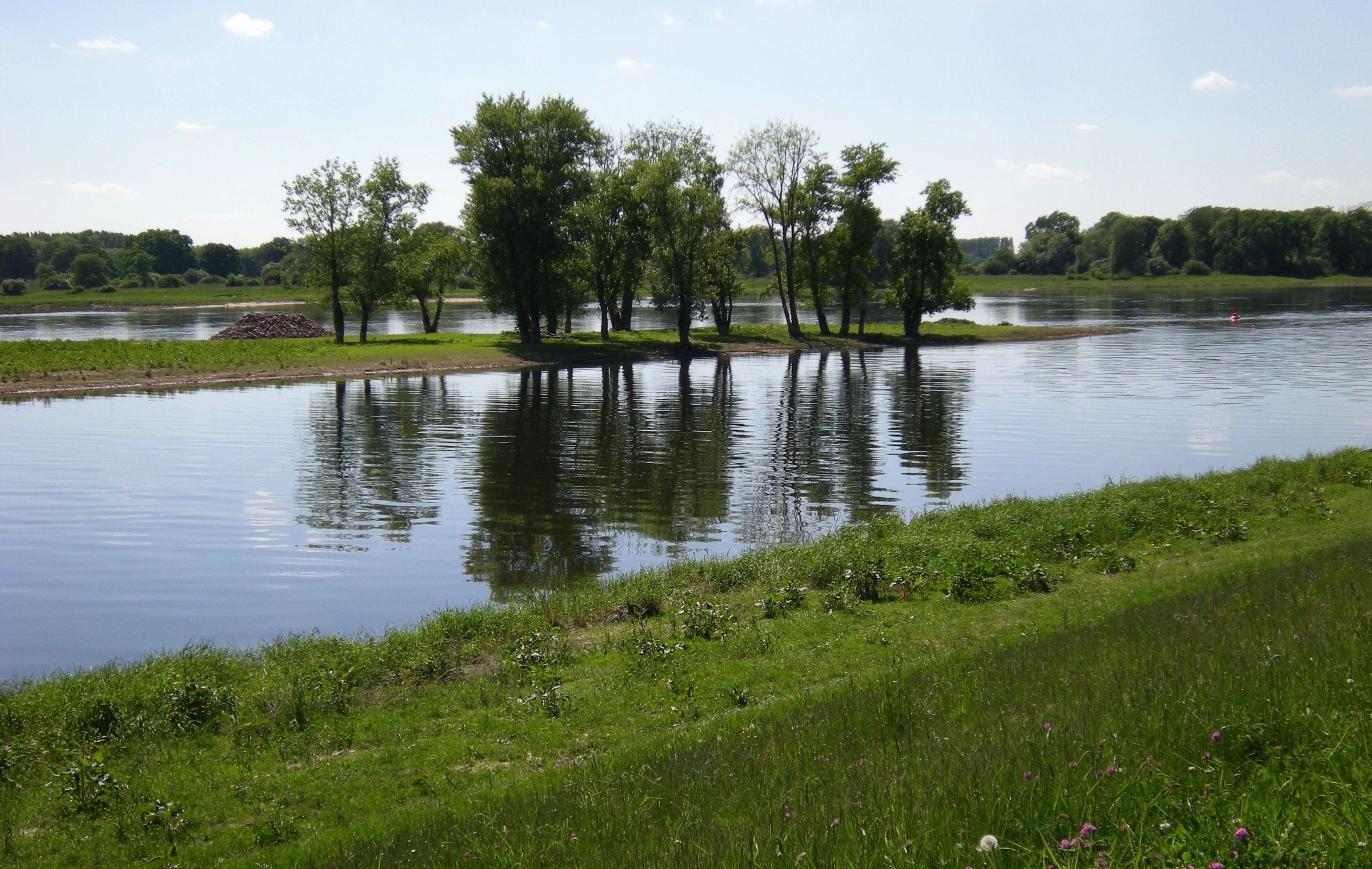
Mündung in die Elbe bei Gnevsdorf

## Karten
- Folke Stender (Redaktion): Sportschifffahrtskarten Binnen 1. Nautische Veröffentlichung Verlagsgesellschaft. ISBN 3-926376-10-4.
- Autorenkollektiv W. Ciesla, H. Czesienski, W. Schlomm, K. Senzel, D. Weidner: Schiffahrtskarten der Binnenwasserstraßen der Deutschen Demokratischen Republik 1:10.000, Bd. 3. Herausgeber: Wasserstraßenaufsichtsamt der DDR, Berlin 1988.
- Radwander- und Wanderkarte mit Zick-Zack-Faltung Havelradweg mit Begleitheft. Verlag Dr. Andreas Barthel, ISBN 978-3-89591-172-9.

## Anmerkung
1. ↑  Der Malzer Kanal schloss im Norden bei Liebenwalde an den Voßkanal an und war ursprünglich der westliche Teil des heutigen Oder-Havel-Kanals. Im 20. Jahrhundert wurde dessen Weiterführung als Großschifffahrtsstraße ohne Umweg bis nahe Liebenwalde und anstatt des Finow-Kanals (zusammen mit seinem Anfangsteil Langer Trödel der bisherige östliche Teil des Oder-Havel-Kanals) auf fast ganzer Länge bis zur Oder neu angelegt.
Der Anfang des Oder-Havel-Kanals wurde in den Südosten Oranienburgs verlegt. Kurz nach seiner neuen Abzweigung von der Havel befindet sich die Lehnitzschleuse, in deren Oberwasser die Scheitelhaltung des Oder-Havel-Kanals beginnt.
2. ↑  Diese Unterteilung in lediglich zwei Teile entspricht der wirtschaftlichen Bedeutung der Havel für Berlin, der größten an ihr liegenden Stadt: Die meisten Transportschiffe verkehren nach und von Berlin in zwei Richtungen, nach und von der Unteren und der Oberen Havel.
3. ↑  Der Schleusendurchstich und die Schleuse wurden vermutlich bei Hochwassr auch geöffnet.
4. ↑  Die Havelmündung befand sich seit Anfang des 19. Jahrhunderts nicht am Havelort, sondern etwa 3 km weiter Elbe-abwärts an der heute noch gültigen Grenze zwischen den Ländern Sachsen-Anhalt und Brandenburg. Nach dem Knick unmittelbar vor der Elbe ist sie heute zugeschüttet; ihr übriger Teil wird dem neuen Vorfluter zugerechnet.